# Leones del Caracas
El Caracas Base Ball Club C.A.  o conocido por su nombre comercial como los Leones del Caracas, es un equipo de béisbol profesional. Es uno de los 8 clubes que conforman la Liga Venezolana de Béisbol Profesional. Actualmente tiene por sede el Estadio Monumental “Simón Bolívar” ubicado en La Rinconada, al sur de Caracas. El dueño y accionista único del club deportivo es Ricardo Cisneros, presidente de Ateneas Sports Holding.Hasta 2023, su sede original era el Estadio Universitario de Caracas, si bien tuvo como sede temporal en la temporada 75-76 el Bachiller Julio Hernández Molina de la ciudad de Araure como un equipo fusionado junto a los Tiburones de la Guaira.
Su nombre proviene del nombre oficial de la ciudad de Caracas —Santiago de León de Caracas—, que le asignó Diego de Losada al fundarla en 1567. Por consiguiente, aparecía un león en el Escudo de Caracas.
Leones del Caracas es uno de los equipos más populares de Venezuela y el máximo ganador en la historia de la Liga con 21 títulos nacionales, tiene 17 subcampeonatos y 29 finales disputadas. El segundo porcentaje de ganados más alto de la LVBP en temporada regular: (V-D 2187-2100 51 %), postemporada: (V-D 206-178 55,0 %), finales: (V-D 97-78 55,4 %), además es el equipo del Béisbol Venezolano con más Títulos Internacionales ganados con un total de 3 (2 Serie del Caribe y 1 Serie Interamericana).

## Historia del Equipo

### Antecedentes / Era Amateur del Club (1942-1945)
La historia del club tiene sus orígenes en la victoria de la selección de béisbol de Venezuela en la Copa Mundial de Béisbol de 1941.A raíz de este hecho, Jesús Corao sugirió al empresario Martín Tovar Lange la contratación de gran parte de la nómina del equipo campeón para jugar como club en la Serie Nacional de Béisbol. Para ello contaría con el apoyo de la compañía de licores "Cerveza Caracas", que recientemente había comprado la "Cerveza Princesa". Esta empresa poseía una franquicia en el béisbol venezolano con el mismo nombre, pero su sede se encontraba Maiquetía, ubicada en el actual estado Vargas. El equipo Princesa disputó su último partido el 7 de mayo de 1942.
El 5 de abril de 1942 deciden adquirir el Estadio San Agustín para el club, renombrándolo "Estadio Cerveza Caracas", ubicado en la Parroquia San Agustín, muy cerca del centro histórico de Caracas.
Así el 11 de mayo de ese año Cervecería Caracas debuta en el torneo de la primera división del béisbol en la temporada 1942/1943, ante el equipo Los Criollos en Puerto Cabello. El equipo logra su primer título en esa campaña de la mano del mánager Manuel "Chivo" Capote. El equipo también alcanzaría el título en el año 1945, ya bajo la tutela del mánager José Antonio Casanova último año antes de la creación de la Liga Profesional.

### Como Cervecería Caracas en el Beisbol Profesional y Primer Título Internacional (1945-1952)
El 27 de diciembre de 1945 se constituyó la Liga Venezolana de Béisbol Profesional (LVBP), con el Cervecería Caracas como uno de los cuatro equipos fundadores junto con Navegantes del Magallanes, Patriotas de Venezuela y Sabios del Vargas.

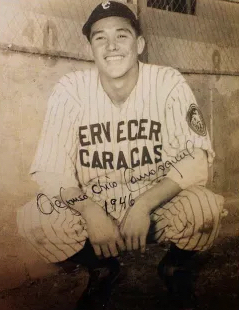
Alfonso “Chico” Carrasquel con el Caracas en 1946

El domingo 13 de enero de 1946, un día después de la jornada inaugural de la LVBP, se produjo el debut del Cervecería Caracas en la pelota rentada. En aquella ocasión, el conjunto dirigido por Casanova cayó ante el Vargas 12-1. Una semana después, el 17 de enero, el equipo cervecero obtuvo su primera victoria en la liga, ante el Venezuela 2-0. En ese cotejo hizo su estreno Alfonso “Chico” Carrasquel, quien luego se convertiría en un símbolo de la divisa capitalina.
Cervecería Caracas escoltó al campeón Sabios del Vargas en la primera temporada de béisbol profesional venezolano. Para asegurar esa segunda casilla, superaron en encuentro extra al equipo Venezuela.
Historia similar se presentó en el certamen 1946-47. Vargas ganó la primera vuelta con marca de 11-7 y Caracas se impuso en la segunda etapa del torneo con registro de 14-4. Ambos conjuntos protagonizaron la primera serie final en la historia de la LVBP y Vargas se impuso en cuatro desafíos para renovar el gallardete.
El primer título del Caracas en la Liga Venezolana de Beisbol Profesional llegó en la temporada 1947-48 en un juego frente al conjunto Patriotas del Venezuela. El 21 de febrero de 1948 se anotó el triunfo con pizarra de 5 carreras por 3 en la culminación de la postemporada en formato Todos contra Todos en el cual el conjunto capitalino finalizó en el primer lugar.
Al año siguiente aunque igualmente fue un "Todos contra Todos", el Caracas se tituló por segundo ocasión en la liga frente al Magallanes, equipo al que superó 13 carreras por 9 en el juego decisivo. De esta manera, el equipo caraquista completó una temporada redonda, pues una de sus figuras importantes, Alfonso Carrasquel, finalizó como líder bate del torneo con .373 de average. Posteriormente, sería el primer equipo que representaría a Venezuela en la recién creada Serie del Caribe de la cual quedó subcampeón.
En la Serie Interamericana de 1950, luego del dominio de los equipos estadounidenses Brooklyn Bushwicks y los Buffalo All-Starsen los certámenes anteriores, el Caracas logró el título y se convirtió en el primer equipo venezolano en ganar un torneo internacional de béisbol. En esa ocasión, compitieron contra los equipos de Habana Stars (Cuba), Black Yankees (Estados Unidos) y los Senadores de San Juan (Puerto Rico). Los caraqueños vencieron a los cubanos 3 carreras por 2 en la primera jornada, luego despacharon 6-4 al conjunto estadounidense, con relevo de Nicolás Berbesia, y finalizaron invictos la primera vuelta al vencer a los Senadores de San Juan. Al concluir las demás vueltas, el conjunto cubano lideraba la tabla con récord de 8-1 mientras que el Caracas terminó con 7-2. 
El domingo 1° de octubre fue la final del torneo. Ante 11.000 fanáticos, el Caracas iguala el primer lugar y obliga a un partido decisivo al ganar 5 carreras por 3, gracias a la labor monticular de Julián Ladera, que lanzó completo y se fue de 4-2 con el madero. A segunda hora, Caracas repetiría la victoria gracias al doblete de Rafael García Cedeño que remolcó a Luis Oliveros para dejar en el terreno al club antillano 5 carreras por 4. El Patón Alejandro Carrasquel se apuntó el triunfo luego de un relevo de 3 innings.
Para la temporada 1950-51, Caracas contrató a los primeros jugadores importados; el receptor Lester Fusselman, el inicialista Morris Mozzali, el infielder Roy Dueñas, el jardinero Wilmer Fields y los lanzadores Roy Parker, Earl Mossor y Ernie Shore.
Pese a los resultados de la 1950-1951, en el torneo siguiente en la campaña 1951-1952, alcanzando hasta 13 partidos de ventaja sobre los Navegantes del Magallanes, al dejar marca de 41-15 por 28-28 de su eterno rival, el Caracas consigue el tercer campeonato.
En esa temporada 1951-52, logró una seguidilla de 17 triunfos, superando su propio récord de 14 impuesto dos años antes. Esa marca de victorias al hilo se mantendría intacta por espacio de 37 años.
Caracas ganaría los 3 campeonatos de la Liga Venezolana de Beisbol Profesional y 1 Serie Interamericana en este período, todos bajo la tutela del mánager José Antonio Casanova y teniendo como su figura principal a Alfonso "Chico" Carrasquel.

Como reflejo de los aprietos por los que atravesaba la pelota profesional en esos días, el 8 de julio de 1952, se conoce que Oscar Machado Zuloaga, presidente de la Cervecería Caracas, le participa por escrito lo siguiente a Martín Tovar Lange: 
“Debido a las diferentes controversias que se han suscitado en los últimos meses en diversos sectores, en relación con el último campeonato de baseball profesional, ha llegado el momento de reconsiderar la autorización que se le dio para usar el nombre de la Cervecería en el club de su propiedad (…) por lo tanto la junta que presido ha llegado a la conclusión de que para el mejor desarrollo y bienestar del deporte, se dé por cancelada dicha autorización”
Casi dos semanas después, Tovar Lange le dirige comunicación a la LVBP, en la cual solicita suprimir el nombre “Cervecería” en la franquicia de su propiedad y denominar al club como “Caracas BBC”, nombre que tiene registrado legalmente.

El 8 de agosto, Tovar Lange vuelve a emitir comunicación a la LVBP. En esta oportunidad informa que: 
"Debido a circunstancias insuperables, relacionadas con mis ocupaciones, me he visto obligado a desprenderme de las actividades del baseball, a las que desde hace tanto tiempo venía ligado como propietario del 'CERVECERIA CARACAS BBC', hoy denominado 'CARACAS BBC ', y en consecuencia, participó a ustedes que he cedido y traspasado el 'CARACAS BBC ' con todos sus derechos y acciones, al señor Pablo Morales".
Al día siguiente, los medios se hacen eco de la venta del Caracas al empresario Pablo Morales, quien la inicia como una nueva franquicia y le da el nombre de Leones del Caracas. El diario El Nacional, a través de nota firmada por el reportero Felo Giménez, se encarga de dar la primicia sobre el precio de la negociación por 75 mil bolívares, mientras que el 16 de agosto se conoce que el estadio Cerveza Caracas había sido puesto a la venta, con lo que se ratifica que el siguiente torneo se jugará en el moderno estadio de béisbol de la Ciudad Universitaria.

### Pablo Morales y Oscar Prieto compran la franquicia (1952-1960)

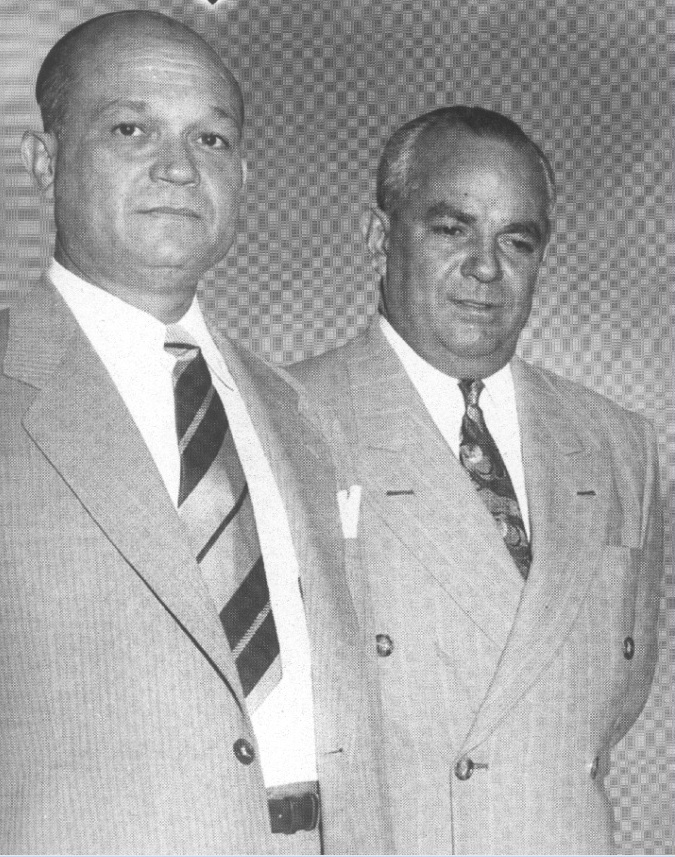
Pablo Morales y Oscar Prieto; Ambos también fueron fundadores de la Serie del Caribe

Ahora con nuevo nombre, manteniendo intacta su denominación para fines legales Caracas BBC y nuevos propietarios encabezados por el empresario Pablo Morales que ya tenía amplia experiencia en el mundo del beisbol ya que anteriormente fue Presidente de la Federación Internacional de béisbol por sus siglas FIBALos Leones del Caracas en la temporada 1952-53 ganan su cuarto título de la mano del mánager cubano Martin Dihigo teniendo en el lineup del equipo a los bateadores Alfonso Chico Carrasquel, Pompeyo Davalillo, Gale Wade, Lloyd Gearhart y Dalmiro Finol; y en el pitcheo, a los estelares Daniel Canónico, José Carrao Bracho y el estadounidense Dick Starr. Y pese a que no hubo serie final, el juego decisivo fue una victoria ante Sabios de Vargas 8-3. El lanzador Dick Starr lanzó completo con 4 ponches y Alfonso "Chico" Carrasquel bateó de 3-1 con 2 empujadas
Si bien no fue una temporada positiva para el equipo la campaña 1955-56 queda marcada para la historia ya que el 8 de diciembre de 1955 Lenny Yochim se convirtió en el primer pitcher en lanzar no hit no run en la LVBP, la hazaña la logró ante los Navegantes del Magallanes en un duelo de pitcheo contra el estelar Ramón Monzant que terminó 3 rayitas por 0, el estadounidense enfrentó a un total de 28 bateadores permitiendo 2 boletos y abanicando a 2 contrarios para completar la joya monticular en el Estadio Universitario.

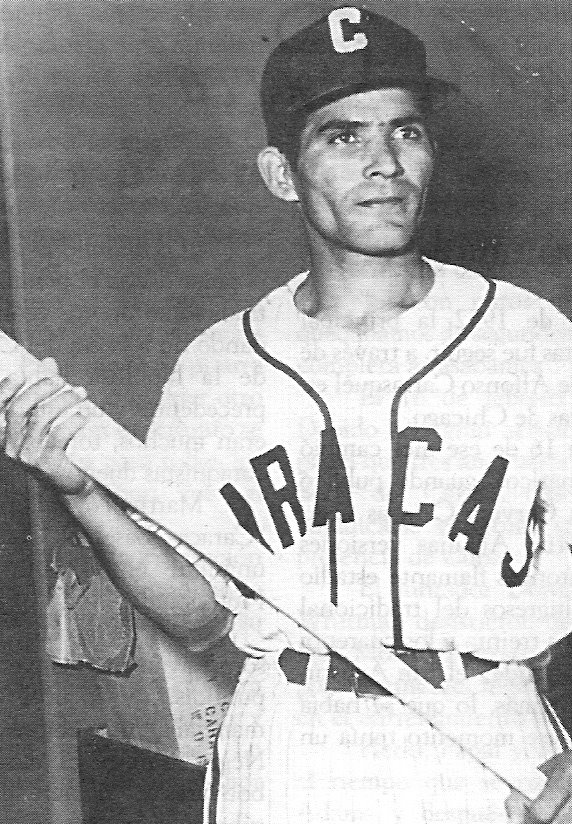
Pompeyo Davalillo, uno de los valuartes caraquistas de los 50's

Para la temporada 1956-57, Los Leones ganaron su quinto título al derrotar en la final a los Industriales de Valencia en cinco juegos, esta vez dirigidos por el mánager Clay Bryant y teniendo como figuras a Bob Wilson, líder bate de la liga con .350 de AVG, y a Jhonny Roseboro quien terminaría la campaña con 10 cuadrangulares.

### Continúa el Caracas (1961-1979)
Durante este período, Leones del Caracas aumentó la lista de trofeos, en parte por la presencia de jugadores como Víctor Davalillo y César Tovar. Asimismo, el cubano Regino Otero asumió las riendas del equipo durante 8 temporadas.

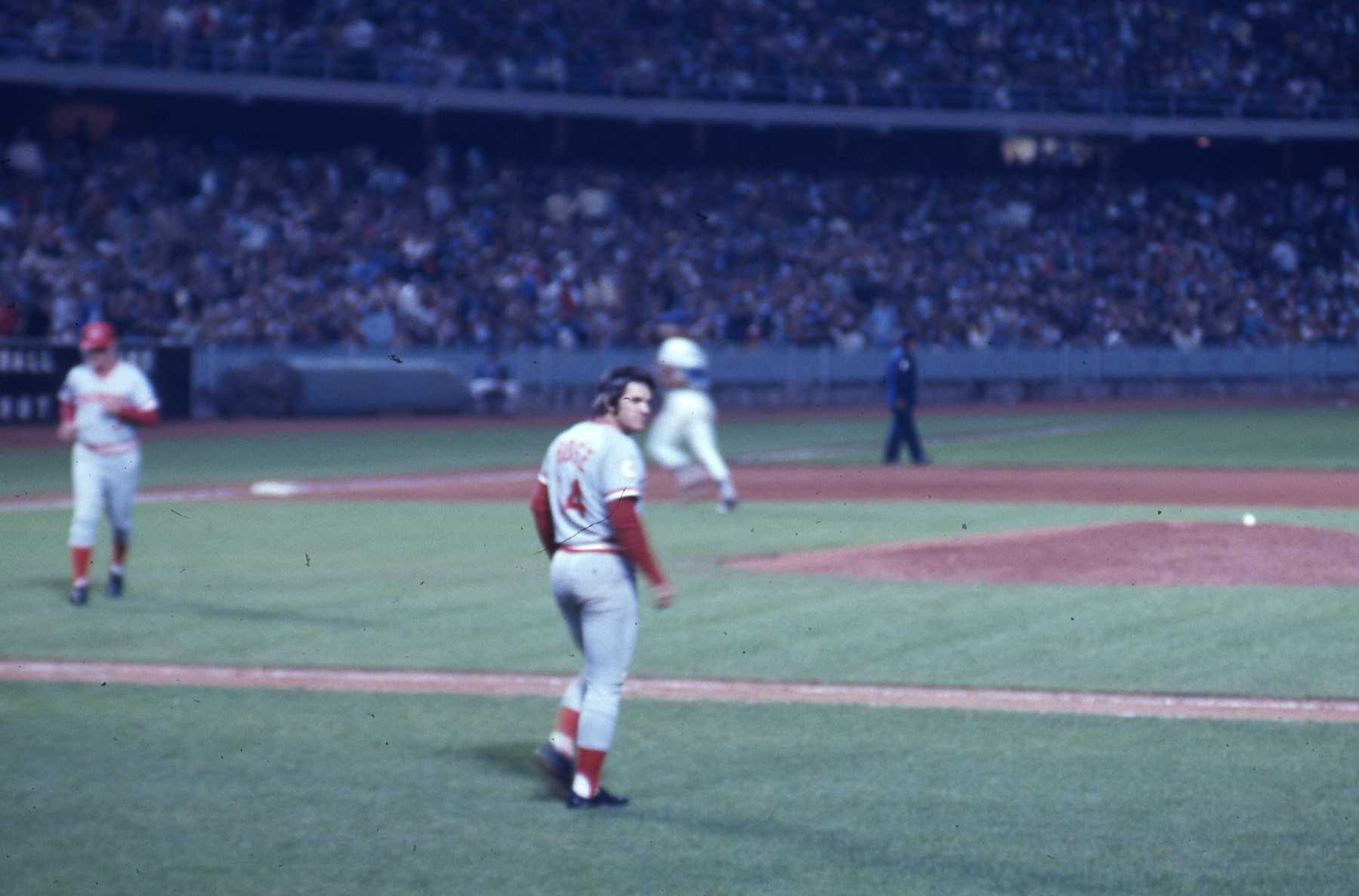
Pete Rose, líder de hits de todos los tiempos de la MLB

En la temporada 1961-62, el cubano José Joaquín Azcúe ganó el liderato de carreras remolcadas de la temporada y se convirtió en el primer caraquista en hacerlo. En esa misma justa, exactamente el 4 de febrero de 1962, los Leones se impusieron 7-4 a Oriente y consiguieron su sexta corona en el béisbol venezolano.
No se puede dejar de lado la presencia de jugadores como Pete Rose,José Tartabull, Tony Curry, Ken Harrelson, Jim "Catfish" Hunter, Dagoberto Campaneris, Diego Seguí, Luis Tiant, Howie Reed, Dwayne Murphy, Gonzalo Márquez, Teodoro Obregón, Aurelio Monteagudo, Damaso Blanco y Luis Peñalver, quienes vistieron el uniforme de la franquicia en ésta década.
Entre los hitos más importantes estuvo el del 23 de noviembre de 1961, cuando Víctor Davalillo propinó 14 ponches y llevó a la victoria al Caracas 2-1 sobre Licoreros del Pampero. El 27 de enero de 1963, durante la campaña 62-63, Vitíco bateó de 4-1 ante los Tiburones de La Guaira para dejar promedio de bateo exacto de .400, de ésta forma se convirtió en el segundo jugador en lograrlo en la Liga, desde que lo hiciera Pablo García en 1946. 
Durante el juego del 3 de noviembre de 1963, en plena temporada 63-64, el infield de los Leones del Caracas realizó el primer tripleplay en su historia frente a los Industriales de Valencia.
En ese mismo campeonato, el 5 de febrero de 1963, el lanzador Orlando Peña sólo permitió cinco hits y una carrera para vencer al cubano Luis Tiant y sus Industriales de Valencia. Este cotejo sirvió para obtener el séptimo título del Caracas durante esa temporada.
Ya en la 64-65, Ken Rowe se convirtió en el primer lanzador en la historia de la liga en lograr dos victorias en un mismo día. Dichos lauros los obtuvo sobre los Industriales de Valencia el 24 de enero de 1965, en el siguiente juego, Caracas le ganó 21-5 al Magallanes. En ese encuentro los Leones impusieron una marca para entonces de 25 imparables.
Durante la 65-66, Lew Krausse impuso una marca de ponches en un juego, al abanicar a 21 bateadores de los Cardenales de Lara, el 3 de noviembre de 1965. De esa cifra, 10 se produjeron en forma consecutiva.Krausse estableció un tope de blanqueos en una campaña (6) junto a Marcelino López, quien lanzaba con Tiburones de La Guaira. Fue también colíder en triunfos con 12; junto a López.
El 12 de febrero de 1967, en la zafra 66-67, Paulino Casanova despachó cuadrangular ante Graciliano Parra, de los Tiburones de La Guaira, en una séptima entrada de once carreras que al final decretaron la victoria y el octavo campeonato de la liga.
El 3 de enero de 1968, durante la 67-68, Víctor Davalillo empujó 7 carreras para implantar la marca del club en temporada regular en aquel entonces. Por su parte, el 4 de febrero de 1968, Gonzalo Márquez impulsó 8 carreras en un juego de play off, igualando la marca de la Liga impuesta por Marvin Williams en 1946.
En la misma zafra, los lanzadores cubanos Luis Tiant y Diego Seguí se adueñaron de los departamentos de la triple corona del pitcheo: Tiant fue líder en victorias (12) y ponches (111), mientras que Seguí capturó el primer puesto en efectividad con 1.34.

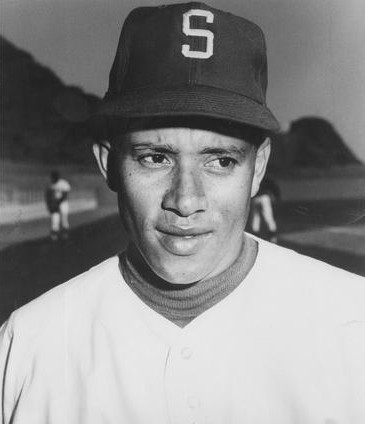
Diego Seguí, el mejor lanzador importado de la historia del Caracas

El 5 de febrero de 1968, Caracas, apoyado en la lomita por Diego Seguí, venció a los Tigres de Aragua 5-3 y retuvo su corona, la novena del equipo en el béisbol venezolano y la segunda consecutiva.
Al comienzo de la temporada 68-69, Howie Reed dejó sin imparables ni carreras a los Navegantes del Magallanes durante el juego del 24 de octubre de 1968. Fue el tercer no hit no run en LVBP, y el segundo lanzador caraquista en lograrlo tras Lenny Yochim en 1955; el estadounidense, que hizo batería con el cubano Roberto 'Musulungo' Herrera dio una discutible base por bola a Bruce Look que lo separó del juego perfecto, recetó 6 ponches a la escuadra turca incluidos 2 a Clarence Gaston y 1 a Gustavo Gil para completar la joya de pitcheo.
En la campaña 69-70, Pompeyo Davalillo se había estrenado como mánager del conjunto capitalino y siguió hasta la 71-72. Pese a que logró llegar dos veces a la semifinal, no pudo pasar a la serie final.
Varios fueron los hechos que destacar este tiempo. El 6 de noviembre de 1970, Caracas disparó 23 indiscutibles para derrotar al Magallanes 13-1. Octavio Rojas, Víctor Davalillo, César Tovar, Larry Howard y Rich Scheimblum conectaron tres hits cada uno.
Durante la 71-72, Caracas logró una marca en el béisbol venezolano al ligar, el 18 de noviembre de 1971, 26 hits ante los Navegantes del Magallanes. Los Leones ganaron ese juego 22 por 9. Por su parte, el 15 de diciembre de 1970, Víctor Davalillo bateó, por tercera vez en su carrera, cinco hits ante los Navegantes del Magallanes. 

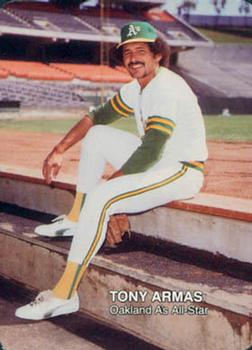
Antonio Armas, líder histórico en jonrones de la divisa capitalina.

En la temporada 72-73, Antonio Armas conectó el primero de sus 97 jonrones en la Liga Venezolana de Béisbol Profesional. Fue el 4 de noviembre ante el derecho Ken Forsch de los Tiburones de La Guaira. La bola cayó en las gradas del jardín izquierdo.
De igual manera, es destacable lo hecho por Jesús Marcano Trillo, Diego Seguí y Joe Ferguson, quienes dispararon 3 jonrones no consecutivos en el cuarto episodio del juego ante Tiburones de La Guaira (15 de noviembre de 1972), que se constituyó en una marca para el Caracas en su momento. 
El 6 de enero de 1973, Urbano Lugo (padre) lanzó un juego sin hits ni carreras frente a los Tiburones de La Guaira, convirtiéndose en el primer criollo en lograrlo en la liga y tercer caraquista. La gran labor del falconiano la completó con 10 ponches y un polémico boleto que lo separó como a Howie Reed cinco años atrás de la perfección.
Ese juego sirvió para la clasificación de los capitalinos a la postemporada que se concretó con el Caracas alzando el título en esa temporada, bajo la batuta de Oswaldo Virgil como manager, al superar, el 28 de enero de 1973, al equipo Águilas del Zulia 4-3. De esa manera, conquistaron su décimo campeonato.
Pete Koegel disparó, entre el 7 y 8 de diciembre de 1973, en plena temporada 73-74, dos jonrones con las bases llenas, para igualar a Billy Queen (53-54) como los únicos dos jugadores con partidos consecutivos conectando grand slam. 
El 8 de diciembre de 1973, César Tovar bateó cinco hits en un mismo juego; la única vez que lo hizo en su carrera. 
Koegel volvió a ser protagonista el 12 de enero de 1974, al conectar seis hits para igualar la marca de la Liga. En ese cotejo remolcó seis para dejar un nuevo registro de carreras impulsadas en una campaña con 65.

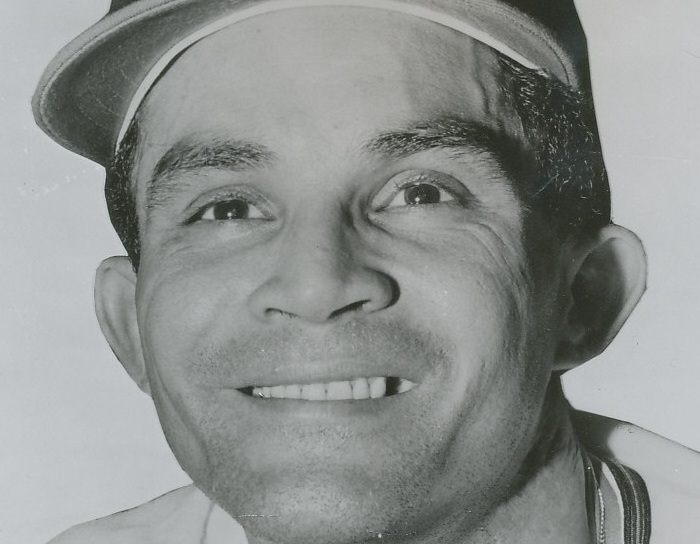
Victor Davalillo en 1968

En la zafra 74-75, Víctor Davalillo, en juego realizado el 5 de noviembre de 1974, ante los Navegantes del Magallanes, ligó su hit número mil en el béisbol profesional venezolano. Dicha conexión se produjo en el cuarto inning.
Después de una ausencia en la 75-76, tras fusionarse con los Tiburones de La Guaira en lo que fue la recordada divisa "Tibuleones de Portuguesa" debido a que ambos equipos tenían problemas para cancelar el precio del alquiler por el uso del Estadio Universitario de Caracas a la Universidad Central de Venezuela, Caracas volvió a la acción en la 76-77. El 23 de noviembre de 1976, Antonio Armas bateó dos cuadrangulares ante el conjunto de las Águilas del Zulia. Fue la primera ocasión de las ocho veces que lo lograría en Venezuela.

Otro capítulo en la historia de los Leones y de la Liga Venezolana de Béisbol Profesional se inició el 26 de noviembre, cuando Adrián Garrett inició su cadena de 28 partidos conectando al menos un hit, al batear de 4-2 ante Paul Reuschell de los Navegantes del Magallanes. Mientras tanto, el 21 de diciembre de 1976, Jesús Marcano Trillo completó 262 lances sin error defendiendo la segunda almohadilla. De esta forma fijó marca en la Liga. 
Garrett empató el récord dejado por Henry Schenz de 27 juegos con al menos un hit durante el choque del 2 de enero de 1977. Dicho tope tenía 24 años de vigencia. Fue así como el 4 de enero, el estadounidense le disparó un sencillo al centro al serpentinero Brian Abraham, de los Cardenales de Lara, para alcanzar récord de más juegos consecutivos dando de hit, con 28 en una temporada.
En la campaña 77-78, Antonio Armas, el 4 de enero de 1978, conectó jonrón a Juan Quiroz, de los Navegantes del Magallanes, para así sumar el número 12 y superar la marca de más cuadrangulares en una temporada para un criollo, en poder de Luis "Camaleón" García. Luego, el 15 de enero de ese mismo año, anotó una carrera ante los Navegantes, para llegar a 62 en la zafra, cifra tope en el béisbol venezolano. 
El 27 de enero de 1978, Leon Roberts, Baudilio Díaz y Gonzalo Márquez batearon jonrones no consecutivos ante Águilas del Zulia en el sexto inning; lo cual se logró por primera vez en un juego final. Ante este mismo equipo, Caracas consiguió su decimoprimer campeonato, cuando ganaron 5-0 en el último de la final, con Pablo Torrealba destacándose en la lomita y Antonio Armas con un jonrón en la ofensiva.
En la campaña 79-80, la última de la década, Felipe Rojas Alou llevó nuevamente al equipo hacia el título. Sin embargo, un poco antes, el 23 de octubre de 1979, Baudilio Díaz iniciaba el camino al récord de más jonrones en una temporada al dar el primero de la justa.
El 7 y 10 de noviembre de ese año, Dwayne Murphy disparó sendos jonrones saliendo del banco ante Zulia y La Guaira respectivamente, para igualar la marca de más vuelacercas como emergente en una temporada.

### Era dorada del Caracas (1980-1990)
El 10 de enero de 1980, los Leones del Caracas derrotaron a los Navegantes del Magallanes 16 carreras por 2, para llegar a 14 victorias sin derrota ante los valencianos en la serie particular, récord que actualmente ostentan.
En esa misma campaña, concretamente el 12 de enero de 1980, ante los envíos de Aurelio Monteagudo, de La Guaira, Baudilio Díaz disparó su jonrón número 20 de la campaña.Con dicha conexión, el receptor mirandino implantó un récord que duraría más de 30 años en la liga. Finalmente, el 29 de enero de 1980, Caracas conquistó su décimo segundo campeonato de la Liga al vencer a los Cardenales de Lara 5-2.
La temporada 80-81 significó la segunda conquista consecutiva del título lograda por Caracas, para de esa manera igualar lo hecho entre la temporada 1966-67 y 67-68, cuando también se anexaron sendas coronas. Fue el 26 de enero de 1981, gracias al trabajo combinado desde el montículo de Tony Brizzolara y Craig Eaton, aunado a un jonrón de Antonio Armas, que Caracas venció a Lara 4-3, para sumar su decimotercer título en Venezuela. Fue primera vez que el conjunto de la capital barrió una serie decisiva. No obstante, ese año no se realizó la Serie de Caribe producto de una huelga de jugadores, por lo cual no hubo participación en dicho evento.
Cabe destacar que el 18 de diciembre de 1981 (en la ronda regular), Armas disparó su vuelacercas número 64, con el que desbancó a Luis "Camaleón" García, quien poseía el tope de por vida en este departamento (63). Se lo dio a Bill Caudill, de Magallanes. en el Estadio Universitario de Caracas.
Por primera vez en la historia de la LVBP, un equipo logra tres campeonatos consecutivos. Los Leones del Caracas, con el "Chico" Carrasquel como mánager, clasificaron a la final ante los Cardenales de Lara y el 25 de enero de 1982 vencieron a los plumíferos 4-3, apoyados en el picheo de Ubaldo Heredia, para anexar décimo cuarto trofeo de los capitalinos.
En esta temporada, Dave Henderson, Antonio Armas y Jim Maler dispararon cuadrangulares no consecutivos en una entrada e igualaron la marca del 15 de noviembre de 1972, en un juego celebrado el 17 de noviembre de 1981, en Valencia, contra el Magallanes.

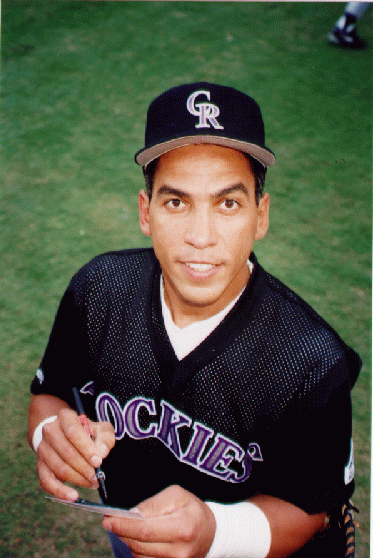
Andrés "El Gato" Galarraga, Primer ganador del Premio MVP de los Leones y de la LVBP en la temporada 85-86

También, el 4 de diciembre, el lanzador Tom Dixon logró el récord de victorias consecutivas, con 19, al superar a los Cardenales de Lara. 
Los Leones viajaron a Hermosillo, México, y conquistaron su primer campeonato de la Serie del Caribe al vencer, en el último juego, a los Leones de Ponce, de Puerto Rico, 2 a 1, las 2 carreras del equipo fueron gracias a 1 hit remolcador de Antonio Armas trayendo al plato a Luis Salazar y cuadrangular solitario de Baudilio Díaz que al final fue nombrado Jugador Más Valioso del torneo.
El 16 de enero de 1983, durante la semifinal de la campaña 82-83, Kevin Bass bateó de 5-3. con dos jonrones, uno de ellos un grand slam, para impulsar ocho carreras. Con esta cifra igualó el récord de impulsadas para postemporada. Esa zafra, Caracas accedió a la final ante los Tiburones de La Guaira, no obstante, los escualos se llevaron ese campeonato.
Tras el fallecimiento de Oscar "El Negro" Prieto, en 1983, los Leones iniciaban la temporada 1983-84. Sin embargo, el equipo terminó terminando en el último lugar, lo cual motivó la salida de Alfonso "Chico" Carrasquel como dirigente, y fue reemplazado por Gonzalo Márquez, en rol de mánager-jugador, mas no pudo levantar al equipo.
En la temporada 1984-85, los Leones contrataron como mánager al estadounidense Bark Rogers, quien fue despedido por el bajo desempeño del equipo y reemplazado por Pompeyo Davalillo, quien no pudo evitar que el conjunto volviera a quedar en el sótano de la clasificación por segunda temporada consecutiva. En medio de esa campaña, Gonzalo Márquez perecía en un accidente automovilístico. 
Al año siguiente, los Leones logran clasificar en el segundo puesto de la tabla y en los play off logran avanzar de primeros a la final, al barrer en cuatro juegos a los Cardenales de Lara. No obstante, en la final sucumben ante los Tiburones de La Guaira en siete partidos muy reñidos.
Cuatro temporadas pasaron para que los Leones del Caracas pudieran reconquistar un título. En la final de la zafra 86-87, vencieron a los Tiburones de La Guaira en cuatro juegos.
Víctor Davalillo conectó, el 5 de diciembre de 1986, un sencillo al jardín derecho ante el zurdo Félix León de los Navegantes del Magallanes para alcanzar su hit número 1.500 en el béisbol profesional venezolano ante 25000 aficionados que abarrotaron el Estadio Universitario de Caracas.
El 7 de enero de 1987, Dwight Taylor bateó su octavo imparable consecutivo para igualar la cifra tope en Venezuela. Por su parte, Donnell Nixon robó cuatro bases ante los Tigres de Aragua para romper la marca de más bases robadas en una campaña, que estaba en poder de Jeff Stone (Águilas del Zulia) con 43.
El lanzador Ubaldo Heredia, el 10 de enero, lanzó cuatro entradas para dejar efectividad de 1.08, fijando de esta forma una marca para criollos.
En el juego que le dio el título a los Leones del Caracas, el décimo quinto de su historia, Urbano Lugo lanzó un no hit no run a los Tiburones de La Guaira, el 24 de enero de 1987, un hito histórico que no se ha vuelto a repetir hasta ahora en las finales del béisbol venezolano. 
Por cuarta vez, Caracas logró obtener dos coronas consecutivas con la participación de Antonio Armas, Andrés Galarraga, Jesús Alfaro (beisbolista), el debut como bateador de Oscar Azócar (hasta el año anterior había sido lanzador) y Ubaldo Heredia. Fue el 31 de enero de 1988, cuando. con un jonrón de tres carreras de Antonio Armas, los Leones derrotaron a los Tigres de Aragua para obtener su cetro número 16 del béisbol venezolano. En esta justa Omar Vizquel se consolidó como el campocorto de los Leones, gracias a su actuación con su guante y bate.

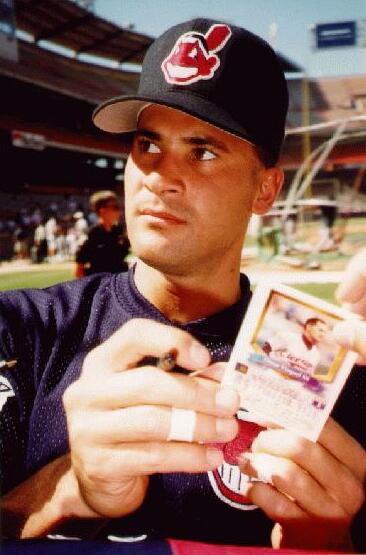
Omar Vizquel "Manos de seda"

En la temporada 88-89, los Leones implantaron una marca en lo que a triunfos consecutivos se refiere. El 15 de noviembre de 1988, el conjunto se impuso 7-2 a los Cardenales de Lara, con Urbano Lugo en el montículo, para así iniciar la racha hasta el 8 de diciembre. Fue así como quedó el registro en 18 lauros al hilo, después de que Ubaldo Heredia y Jay Baller blanquearan a los Navegantes del Magallanes 1-0. Incluso, en el round robin de esa temporada igualaron en segundo lugar junto con las Águilas del Zulia con foja de 6 victorias por 6 reveses; no obstante, este último equipo sería campeón esa temporada.
El quinto cetro de la década lo conquistaron los Leones en la 89-90. Después de llegar en el tercer puesto durante la ronda eliminatoria, en el "todos contra todos" semifinal, Caracas quedó en el primer puesto y disputó la final con los Cardenales de Lara. El 31 de enero de 1990, con un cuadrangular de Antonio Armas, vencieron a los larenses 5-3 y de esta forma obtuvieron su campeonato número 17.

### Duelo entre los eternos rivales (1990-2000)
Durante la temporada 1990-91, en el round robin, un juego contra Cardenales de Lara efectuado en Barquisimeto fue confiscado a favor de los felinos producto de actos vandálicos en el estadio. Se repetía la historia de la final anterior; sin embargo, la suerte estuvo del lado de los crepusculares quienes obtenían su primer gallardete en la Liga en 6 cotejos. 
Durante la zafra 1991-92 el desempeño del equipo fue de 26-34 y terminó fuera de la clasificación, en el tercer lugar de la recién creada División Oriental, sólo por encima de los debutantes Caribes de Oriente. 
En la temporada 1992-93, Caracas terminó en la cima de la División Oriental, teniendo como primicia la elección como Novato del Año del jardinero, Roger Cedeño. Mas en el round robin, el equipo queda fuera de la final al nivelar su récord en 6 victorias y 6 reveses.
En la temporada 93-94, el 22 de noviembre de 1993, Bob Abreu conectó de 7-5 para convertirse en el pelotero número 15 de la franquicia en batear cinco imparables en un desafío. Al día siguiente, el jardinero Jorge Uribe bateó la misma cantidad de hits. También lo hizo Roger Cedeño, el 17 de diciembre de ese mismo año, para así ser el número 17 en lograrlo.

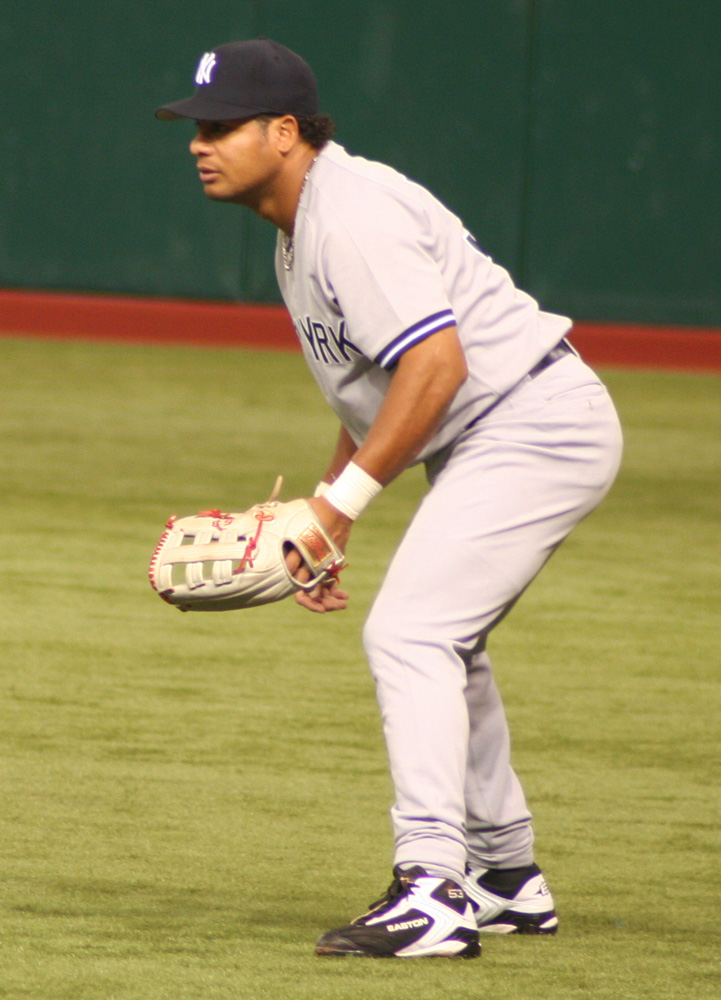
Bob "Comedulce" Abreu.

Fue la primera vez en que los "eternos rivales" del béisbol profesional venezolano, Navegantes del Magallanes y Leones del Caracas, disputaron el cetro. Durante siete encuentros, Magallanes se llevó el trofeo en 7 compromisos.
Urbano Lugo Jr. alcanzó, en la zafra 94-95, las 50 victorias de por vida. Fue el 18 de diciembre de 1994, cuando blanqueó a los Petroleros de Cabimas y se ubicó en el tercer puesto entre los serpentineros de la franquicia con mayor número de conquistas detrás de Diego Seguí y Luis Peñalver.
En esta misma temporada, Caracas pudo vengarse de Magallanes, cuando el 20 de enero, luego de quedar igualados con los turcos y las Águilas del Zulia en el Round Robin, estos se enfrentaron en una jornada extraordinaria en Maracaibo para definir los dos clasificados a la final. Luego de haber caído ante los zulianos en el primer juego, los Leones se impusieron en el segundo juego extra 5-4 tras un boleto con las bases llenas de Alberto Blanco a Curtis Goodwin. De esta manera, disputó el título con Águilas del Zulia con la intervención de Omar Vizquel y bajo el mando de Pompeyo Davalillo, quien había sustituido a Phil Regan a inicios del torneo. El 29 de enero, Calvin Jones y Ugueth Urbina, en calidad de relevistas, detuvieron a la ofensiva de los zulianos y los Leones se impusieron en el sexto juego de la final con marcador de 5-2. Fue el título número 18 para la tropa capitalina.
Otro hecho de esa temporada fueron las 40.1 entradas consecutivas sin permitir carreras que logró el diestro Jesús Hernández, el 9 de diciembre de 1995, en plena justa 95-96. De esta manera, fijó un récord en la liga.
Omar Daal se convirtió en el primer serpentinero de los Leones en llegar a diez o más triunfos en un año, desde que lo hicieron Diego Seguí y Howie Reed en la 68-69, al derrotar el 28 de diciembre de 1995 a los Caribes de Oriente, que significó su décima victoria de la temporada. Mientras tanto, el pitcher Ronnie Sorzano se convirtió en el Novato del Año, luego de concluir la ronda eliminatoria con marca de 5-2 y 1.36 de efectividad. La designación se dio a conocer el 12 de enero de 1996. A pesar del buen desempeño en ronda regular, el equipo se vino abajo en el round robin dejando foja de 3-13.
Daal se hizo merecedor, en el campeonato 96-97, del premio Pitcher del Año, al dejar balance de 9-1 con 1.49 de efectividad y 64 ponches. En esa misma justa, se realizó la segunda final entre Caracas y Magallanes. Nuevamente, la balanza se inclinó a favor de los carabobeños, esta vez 4 juegos por 1. Cabe destacar el regreso de figuras como Phil Regan como mánager y de Antonio Armas como entrenador tras el cambio que llevó a Pompeyo Davalillo a los Caribes de Oriente.
Los Leones estuvieron dos veces más en la final, con Cardenales de Lara como oponente. En la 97-98, finalizaron en el segundo puesto de la División Oriental y pudieron pasar a la serie decisiva tras dejar balance de 12-4 en la semifinal. No obstante, Lara se llevó el trono bajo la dirección de Omar Malavé en una final bastante reñida a 7 cotejos.
En la 98-99, una nueva oportunidad se abría para los melenudos. Pudieron alcanzar, de igual manera, el "todos contra todos" semifinal y pasaron al ganar 10 y perder 6 choques. No obstante, cayeron por segunda ocasión ante Lara en 6 juegos. Como hito histórico en esta temporada, Bob Abreu bateó para .419 de promedio convirtiéndose en el segundo jugador capitalino en conseguirlo en la historia de la LVBP tras Victor Davalillo (.400) en la 62-63. 
En la última campaña del siglo XX, que significó la última de la década, Caracas no pudo clasificar, por primera vez desde la justa 1991-92, a la postemporada. En una temporada signada por una cadena de 11 derrotas consecutivas, un despido de mánager (John Stearns) y circunstancias de orden natural (la tragedia de Vargas que afectó notablemente el campeonato), el conjunto llegó en el último puesto de la División Oriental con récord de 20-42.

### Nuevo milenio, nuevo dueño (2000-2010)

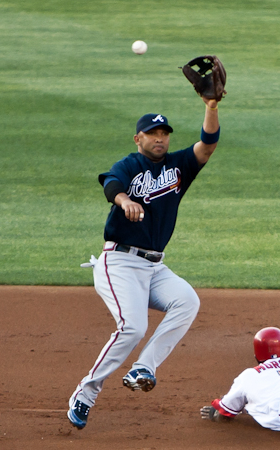
Álex González, Pieza fundamental del equipo para la obtención del título de la Serie del Caribe 2006

El 18 de abril de 2001, el equipo Leones del Caracas cambió de dueño. La Organización Cisneros, siendo representada como Ateneas Sports Holding, entró en negociaciones con la familia Morales y Prieto, para comprar la totalidad de las acciones.
El presidente de la OC, Gustavo Cisneros, anunció oficialmente la compra ante los medios de comunicación e invitados especiales.
La campaña de la 2000-2001 logró reunir a jugadores como Bob Abreu, Omar Daal, Roger Cedeño, Ugueth Urbina, Álex González y Wiklenman González (este último fue canjeado en 2001 a los Tigres de Aragua por el lanzador Darwin Cubillán), quienes se habían consolidado en las mayores. En esa oportunidad, Antonio Álvarez conquistó el título de bateo con average de .359, el decimocuarto en la historia de los Leones. Además, empató el registro de 8 hits en apariciones legales consecutivas, en el período comprendido entre el 2 y 6 de diciembre de 2000. A pesar de ello, los Leones no pudieron avanzar a la semifinal por segundo año consecutivo.

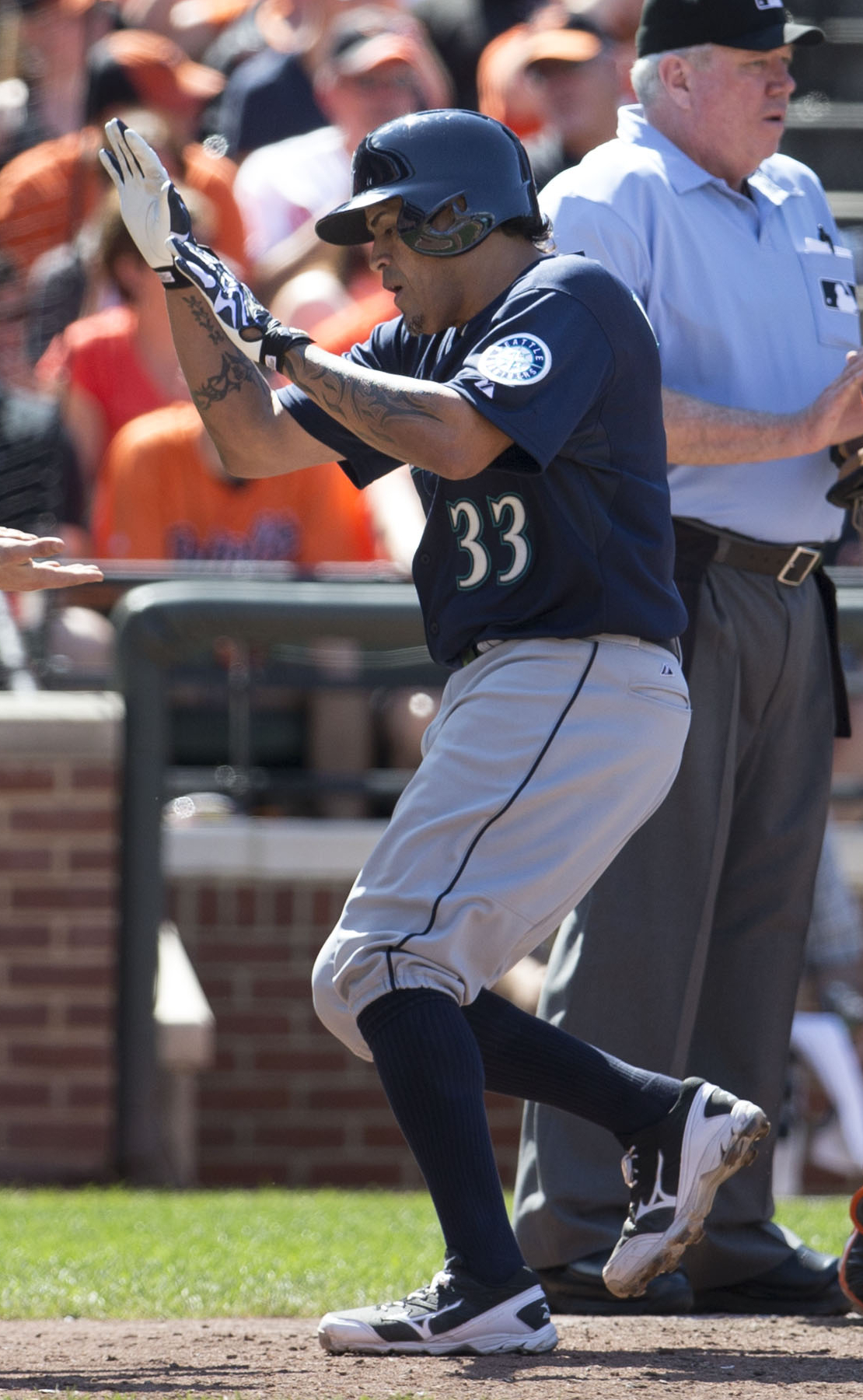
Henry Blanco "El Capitán".

Asimismo, por tercera ocasión, al menos dos bateadores alcanzaron en una misma campaña 10 o más jonrones. Bob Abreu (11), y Morgan Ensberg (10), emularon a la pareja conformada por Baudilio Díaz y Dwayne Murphy (en la 79-80 con 20 y 12, respectivamente) y al trío que en la 81-82 también hizo historia: Díaz (13), Antonio Armas (10) y Leonardo Hernández (10).
En la campaña 2001-2002 ocurrió la tercera eliminación consecutiva. El jardinero Jason Lane fue parte de una jornada en la que sonó 3 cuadrangulares y remolcó 8 anotaciones. Fue el 6 de diciembre en el segundo juego de una doble tanda, en la que todas las carreras las produjo el pelotero estadounidense. Lane disparó 13 cuadrangulares, convirtiéndose en el decimosexto jugador de los Leones en conectar 10 o más vuelacercas en un torneo. Dax Norris, otro de los refuerzos de los capitalinos, hilvanó una cadena de 23 juegos consecutivos disparando al menos un inatrapable, para ponerse a poco de la marca establecida, en una temporada, por Adrian Garrett (de 28). Esa temporada estuvo marcada por el cambio de mánager: John Tamargo fue despedido tras dejar foja de 11-14 y sustituido por un novel Carlos Subero, si bien el club quedó fuera una vez más del Round Robin.
Durante La zafra 2002-2003 se dio el cambio de los jugadores Antonio Álvarez (el "Potro"), Liu Rodríguez y Jacobo Sequea a Caribes de Oriente, por Tomás Pérez, Jackson Melián y Maicer Izturis; y fue contratado como mánager Tim Tolman (quien dirigió al Magallanes y los llevó a obtener su séptimo campeonato en 1994, justamente frente a los Leones). El equipo culminó en el primer lugar de la División Oriental; no obstante, la temporada se vio interrumpida en diciembre de 2002 debido al paro cívico nacional de ese año que se extendió hasta febrero de 2003, frustrando así las aspiraciones.
En la 2003-2004, Leones del Caracas logró su pase a la postemporada luego de una ausencia de 4 campañas en esta fase semifinal. Bajo el mando del estratega cumanés Omar Malavé, Caracas registró de nuevo un récord positivo de 33-29 (.532), que provocó un triple empate en el primer lugar de la División Oriental junto a Caribes de Oriente y Tiburones de La Guaira.

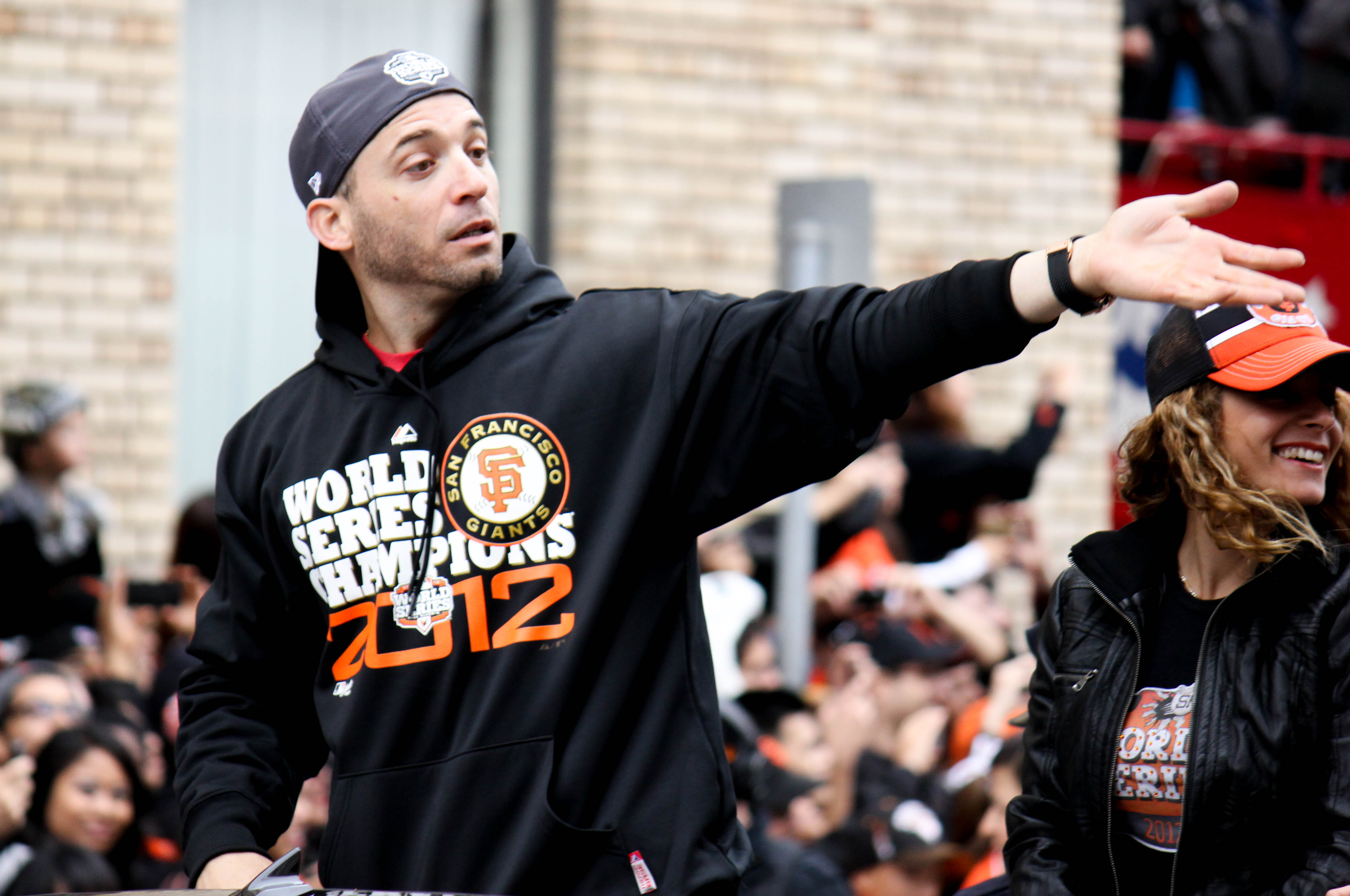
Marco Scutaro, el único caraquista con 2 títulos de bateo en el siglo XXI

Cabe destacar también la llegada del infielder Marco Scutaro –proveniente de Pastora de Los Llanos junto al lanzador Alexander Lissir a cambio de Maicer Izturis-, quien se hizo del título de bateo con .359 de AVG, convirtiéndose en el decimoquinto jugador de los Leones en hacerlo. No obstante, el equipo no pudo lograr clasificar a la serie final al caer en el round robin semifinal con foja de 6-10.
En la campaña 2004-2005, los Leones del Caracas alcanzaron una final, algo que no lograban desde la zafra 98-99. Nuevamente bajo la conducción del mánager Omar Malavé, los melenudos disputaron con los Tigres de Aragua una reñida final que finalizó en el séptimo juego. El resultado no fue favorable al Caracas (por una carrera); sin embargo, ese año logró récord de 39 triunfos y 22 derrotas (.639), el más efectivo desde la campaña 88-89 cuando el conjunto dirigido por el estadounidense Bill Plummer quedó en 39-21 (.650).
En esta oportunidad establecieron una marca de 75 vuelacercas, dejando atrás la de 60 alcanzada en la temporada 1979-80. El jardinero Franklin Gutiérrez, vistiendo la camisa n.º 21, encabezó la producción al despachar 13 jonrones, mientras que el infielder José Castillo bateó 10. Fue la cuarta oportunidad en la historia del equipo que un par de bateadores superaron los 10 jonrones en un mismo torneo.
El Caracas tuvo en su grupo al Novato y Relevista de la temporada en las manos del zurdo Jesús Reina y del diestro Kevin Henthorne, respectivamente. El cuerpo de relevistas logró un récord general de 22-7 y 3.75 de efectividad.

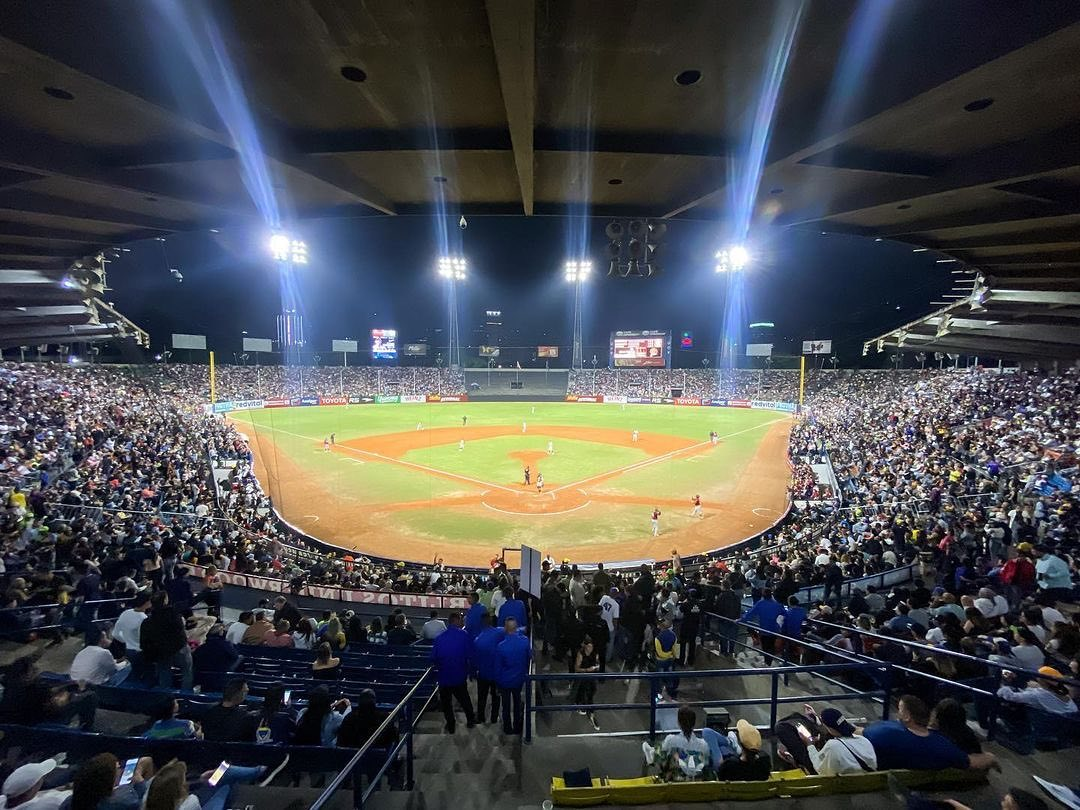
Estadio Universitario de Caracas, sede del equipo hasta 2023

El esperado décimo noveno título llegó después de 11 años, en la 2005-2006. Carlos Subero tomó la batuta de mánager tras la renuncia de Omar Malavé a mitad de temporada, Leones del Caracas clasificó a la postemporada en una reñida División Oriental -quedó segundo con récord de 35-27, y pasó a su segunda final consecutiva en la que venció a los Tigres de Aragua, de Miguel Cabrera, en 5 juegos, de los cuales los últimos tres fueron en el estadio Universitario.
En febrero de 2006, el Caracas conquistó su segundo título de la Serie del Caribe, que a su vez acabó con la sequía de 17 años sin que un equipo venezolano ganara el torneo caribeño, pues se apoderó del trofeo de manera invicta en 6 juegos. El clásico, realizado en las ciudades de Maracay y Valencia, finalizó con la victoria de los Leones frente a los Tigres del Licey, de República Dominicana, en el último juego, cuando un batazo de fly de Henry Blanco hacia el jardín izquierdo golpeó en la cabeza del campocorto Erick Aybar, momento que aprovechó Álex González para anotar la carrera del título. El cotejo se llevó a cabo en el estadio José Pérez Colmenares de Maracay.
En la 2005-2006, luego de un partido en el que terminó en una dolorosa derrota ante Pastora de los Llanos, ocurrió la renuncia de Omar Malavé como mánager, cuando estaba con registro de 21-22, debido a una serie de malos resultados. El entrenador Carlos Subero asumió el mando y culminó con 14-5, marca que colocó a los melenudos en semifinal. Al final de la ronda eliminatoria, Caracas ganó 8 de los últimos 10 juegos y logró una seguidilla de 6 victorias. En la fase semifinal, final y Serie del Caribe, el Caracas ganó 14 de 15 compromisos.
En el torneo 2006-2007 los resultados no fueron los esperados. Caracas clasificó a la fase del round robin en el segundo puesto de la División Oriental, aunque por primera vez pasaron a la postemporada con récord negativo (29-33), incluso a pesar de haber hilvanado una seguidilla de 11 reveses consecutivos. En la fase previa a la final, los capitalinos tampoco tuvieron aciertos, pues por segunda vez en su historia dejaron un registro de 3-13 en este período semifinal.

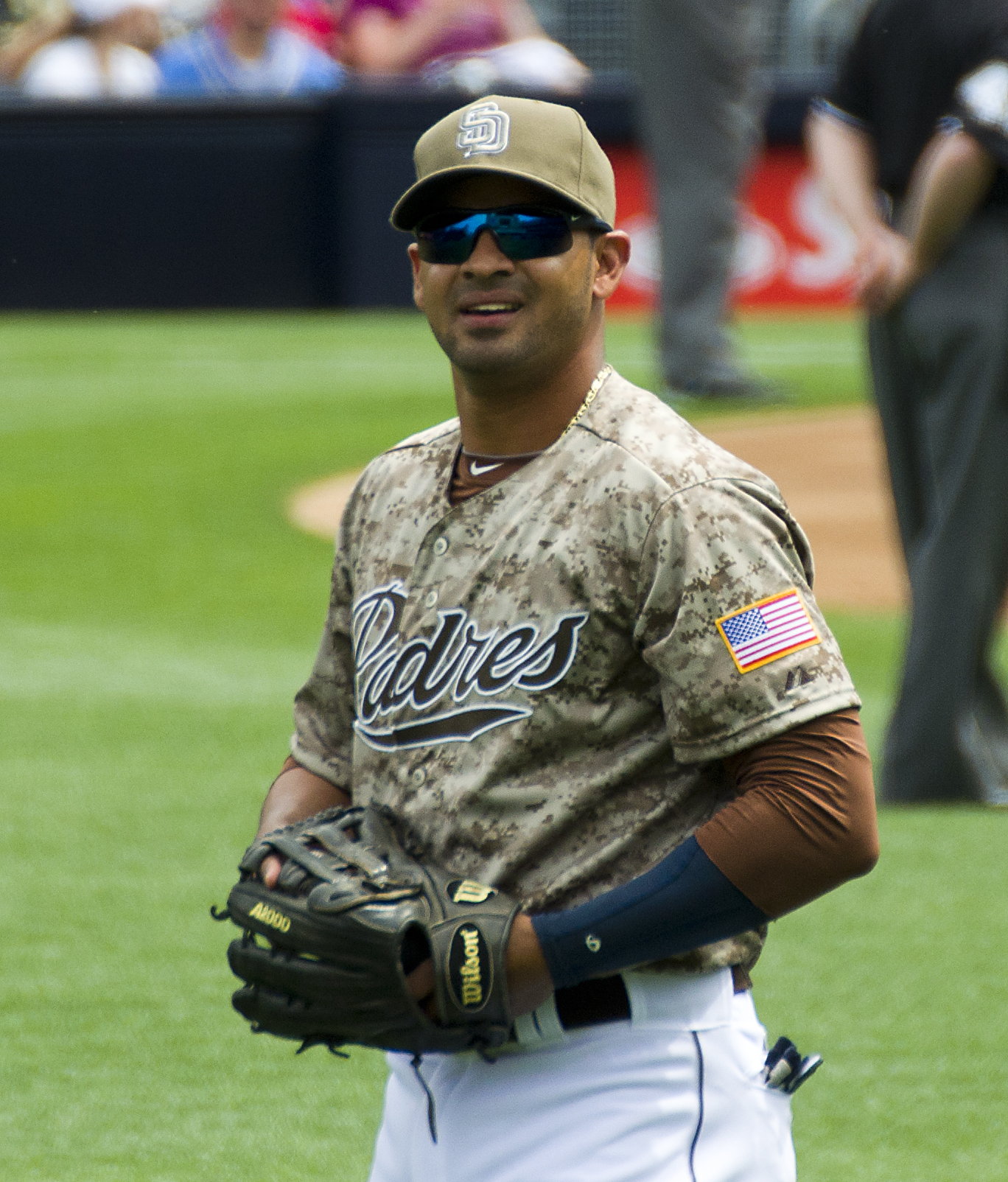
Jesús "el Chucho" Guzmán

El camarero Marco Scutaro conquistó por segunda vez con el Caracas el título de bateo de la ronda eliminatoria con promedio de .367, logrando darle a los melenudos la decimosexta corona en este departamento en su historia. También ocurrió la reaparición del jardinero Roger Cedeño (.316 AVG, 5 HR, 23 RBI), mientras que el lanzador Renny Duarte –de regreso a su equipo original- se convirtió en un pitcher muy efectivo dentro del personal (4-2, 2.66 EFE en 14 JJ).
También hubo un cambio de mánager. El antiguo receptor Carlos Hernández suplantó a Carlos Subero el 21 de noviembre, cuando Caracas tenía récord de 11 triunfos y 21 reveses. Hernández dejó, al final, balance de 18-12 que le sirvió para acceder a la semifinal.
En la 2007-2008, la Liga cambió de formato y se jugó, nuevamente, un “todos contra todos” en la ronda eliminatoria de 63 juegos. En esta oportunidad, los Leones no entraron en la postemporada, al finalizar en el sexto puesto –igualado con los Navegantes del Magallanes- con récord de 29-34.
El jugador José Castillo conquistó el título de bateo –el decimoséptimo cetro en este renglón para el conjunto melenudo- con average de .386 (207-80). De igual manera, en lo que fue su primera campaña con los Leones, Álex Cabrera aportó 13 jonrones en 38 encuentros jugados. También ocurrió la llegada de Jesús Guzmán, desde Cardenales de Lara, en cambio por el veterano Jairo Ramos y Marcos Sandoval.
La 2008-2009 llevó a los Leones del Caracas a otra final de campeonato, enfrentando a los Tigres de Aragua, cuyo conjunto ganó la batalla de siete encuentros; esta vez de la mano de Frank Kremblas. Los melenudos culminaron con un récord de 42-21 (.667) que los ubicó en el primer puesto. Esos 42 lauros constituyó la mejor marca del Caracas en una campaña de 63 choques. También estableció tope en la Liga Venezolana de Béisbol Profesional en carreras anotadas (400) y de más carreras impulsadas (377), superando el hito logrado por el Pastora en la temporada 1953-54. Al perder esta final; permitió que los Tigres de Aragua igualaran el récord que tenían los mismos Leones del Caracas, como el único equipo en ganar el campeonato 3 veces seguidas.
En este torneo, el infielder Jesús Guzmán logró el récord de 67 carreras impulsadas y dejó atrás las 65 de Pete Koegel de la 73-74. La labor ofensiva de Guzmán (.348 de promedio y 13 jonrones) fue merecedora del premio Jugador Más Valioso de la Liga Venezolana de Béisbol Profesional que ganó con 42 de los 45 votos posibles de representantes de medios de comunicación del país. Justo antes del inicio de la temporada el jugador insignia Henry Blanco fue puesto en libertad por el equipo, lo cual lo llevó a firmar con Bravos de Margarita.
La ronda semifinal culminó con un triple empate en el primer puesto que se decidió en una jornada extra, cuyo primer juego lo liquidó rápidamente el Caracas frente a su futuro rival en la final, Aragua, ganador del segundo cotejo frente a Tiburones de La Guaira. Durante la serie decisiva, los Leones llegaron al sexto juego con una ventaja de 3-2. No obstante, los aragüeños se llevaron el título con dos triunfos consecutivos, en el Estadio Universitario.
La final de la primera década de los años 2000 fue para los Leones del Caracas. El conjunto capitalino fue a una tercera final directa ante Navegantes del Magallanes. Ambos conjuntos estuvieron en todo momento como el 1-2 del campeonato y justificaron esta actuación al pasar tanto a la semifinal como a la serie decisiva, donde batallaron en siete juegos en procura de la corona.
Caracas perdió los dos primeros encuentros en el Estadio José Bernardo Pérez de Valencia. Al disputar en el Universitario los otros encuentros, los melenudos obtuvieron dos victorias. En la segunda de estas, en el cuarto juego, Gregor Blanco conectó un jonrón por el jardín derecho al lanzador relevista Francisco Rodríguez para empatar el juego, posteriormente Jackson Melián dejaría en el terreno al Magallanes con otro cuadrangular. Al siguiente juego Magallanes venció en el quinto de la final. De regreso a la capital del estado Carabobo, los Leones igualaron la serie en el sexto encuentro y remataron en el séptimo y decisivo juego para conquistar el vigésimo campeonato de la franquicia. Todo esto bajo la batuta del mánager estadounidense Dave Hudgens, quien había dirigido a los turcos en la temporada 1994-95 cuando cayeron en juego extra escenificado en el Estadio Luis Aparicio, de Maracaibo.

### La larga sequía (2011-2022)
En una nueva década, en la temporada de 2011, los Leones del Caracas terminó en el primer puesto de la ronda regular con récord de 35 ganados y 28 perdidos, foja similar al de Águilas del Zulia y que, gracias a que clasificaron en menos tiempo, lo hizo escoger de primero en la ronda de selecciones de sustitutos para la semifinal.
Para el mes de julio de 2011, se oficializa una división en acuerdo de propiedades entre la Organización Cisneros y Ricardo Cisneros, entre los cuales se encuentra el equipo, que pasa a tener un dueño único, tratándose de Ricardo Cisneros, quien adquirió el 50% de las acciones de Gustavo Cisneros (Ateneas Sports Holding) por un costo de 20 millones $ de dólares.
Si bien no pudieron alcanzar por tercera vez consecutiva los 40 triunfos, una vez más se colocaron en la cúspide.

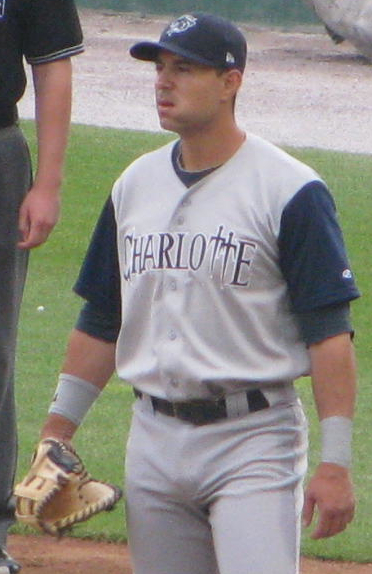
Josh" La Pesadilla" Kroeger

Dos jugadores tuvieron una importante participación en el funcionamiento ofensivo del equipo, el estadounidense Josh Kroeger y el criollo Jesús Guzmán. Kroeger se llevó el premio al Jugador Más Valioso al obtener el título de bateo con promedio de .369 al bate (de 149-55), 8 jonrones, 36 carreras empujadas, un slugging de.671 y porcentaje de embasado de .481. Por su parte, Guzmán logró 52 carreras impulsadas.
Luego de la clasificación a la postemporada, en el último día del Round Robin semifinal, Caracas ganó para forzar un juego extra con Tigres de Aragua. Se realizó en el Estadio Universitario, pero los locales cayeron 5 carreras por 2. Este mal resultado les impidió alcanzar la final, la cual fue ganada por Caribes de Anzoátegui.
En 2011, el equipo decide hacer canje de jugadores. Así, José Castillo y Jackson Melián pasan a Bravos de Margarita a cambio de jugadores como Dixon Machado, Junior Subero y el veterano Yorvit Torrealba (quien fue suspendido ese año por 63 juegos por agredir físicamente a un umpire) y Carlos Maldonado pasó a las Águilas del Zulia por el utility, Wladimir Sutil. Así mismo, es contratado como dirigente Tim Teufel, quien no obtuvo los resultados esperados y fue reemplazado por Rick Sweet (quien entre 1991 y 1993 fue piloto de los Navegantes del Magallanes). El equipo culminó en el séptimo lugar de la tabla en una temporada por demás desastrosa para el equipo.
En la zafra 2012-13, los capitalinos logran clasificar al round robin semifinal donde lograrían una marca de 7-5 en 12 juegos, pero al final cuatro derrotas consecutivas sepultaron al equipo en la cuarta posición de dicha instancia y lo dejaron sin opción de disputar la final que se efectuó entre Magallanes y Cardenales. Ese mismo año, Tony Campana, el 25 de noviembre de 2012, efectuó una jugada espectacular en el jardín izquierdo en el estadio Nueva Esparta para vencer a Bravos de Margarita. También hubo cambio de dirigente: Rick Sweet fue reemplazado por el conocido Frank Kremblas.
En la zafra 2013-14, los capitalinos clasificaron nuevamente al round robin esta vez de la mano de Dave Hudgens. Para dicha instancia, tomaron como refuerzos al experimentado jugador Henry Blanco y al jardinero Alexander Romero. Pero, los resultados no fueron favorables, con foja de 8-8 ocuparon el tercer lugar por debajo de Caribes de Anzoátegui quienes disputarían la final con los Navegantes del Magallanes.
Durante la campaña 2014-15, Hudgens no logró los triunfos necesarios y fue despedido y reemplazado por el boricua Pedro López, quien tampoco pudo hacer mucho. En la última jornada se produjo un triple empate en el quinto lugar entre Cardenales de Lara, Leones del Caracas y Tiburones de La Guaira, este último fue quien se llevó los honores de pasar al round robin tras una jornada extra efectuada en Barquisimeto el 2 de enero de 2015 despachando primero a los melenudos y luego a los pájaros rojos. Cabe destacar que en esta zafra, el equipo sólo pudo ganarle la serie particular a los Bravos de Margarita. En el último juego de la ronda regular (precisamente ante este último equipo) se oficializó el retiro como jugador activo del jardinero insignia del equipo Bob Abreu, en un acto muy emotivo en el cual también su camiseta N.º 53 fue oficialmente retirada.
Para el año 2015 el equipo se hace de los servicios como dirigente de Alfredo Pedrique. En un cambio de formato de liga, los Leones clasifican en un juego extra en la última jornada venciendo a los Cardenales de Lara, el 30 de diciembre de 2015 siendo así el sexto y último clasificado y disputando los play off frente a los Navegantes del Magallanes, quienes finalmente vencerían en seis cotejos.
En medio de la temporada 2016-17, Alfredo Pedrique fue despedido como dirigente y reemplazado por Yorvit Torrealba (quien se había retirado como jugador activo). El equipo perdió todas sus series particulares y quedó de último en la clasificación.
En la temporada 2017-18, el equipo contrató como dirigente a Mike Rojas. Clasifica a los play off y a las semifinales, más en esta instancia sucumbe ante Caribes de Anzoátegui, quienes a la postre se coronaron campeones al vencer a Cardenales de Lara.
En la temporada 2018-19, los Leones logran pasar nuevamente a la final luego de 9 años de ausencia en dicha instancia desquitandose de los Caribes de Anzoátegui en semifinales. No obstante el lauro se lo llevó Cardenales de Lara en 5 juegos. Ese mismo año, se oficializa el retiro de la camiseta N.º 14 de José Castillo, quien había fallecido trágicamente.
En la campaña 2019-20, los Leones incluyen a Víctor Gárate como nuevo mánager, clasificando quinto a los playoffs. Sin embargo, los melenudos cayeron en seis juegos frente a los Tiburones de la Guaira en la primera serie.
Para la temporada 2020-21, afectada por la pandemia de COVID-19, el equipo ratifica una vez más la confianza en Gárate como estratega, pero terminaron en el fondo de la División Central con el peor récord de la temporada, 15 ganados y 25 perdidos.
El 5 de agosto de 2021 fallece el empresario Luis Ávila, quien se desempeñaba como Presidente del equipo desde el año 2008. En 2022 es nombrado como Presidente el ingeniero Juan Carlos Escobar.
Para la temporada 2021-22, el equipo contrata a José Alguacil como nuevo estratega, y aunque clasificaron terceros al Round Robin con un récord de 26-23, el equipo cae en la semifinal con récord de 6-10.

### Nuevo Presidente, Nuevo Estadio, de nuevo a lo más alto (2022-presente)

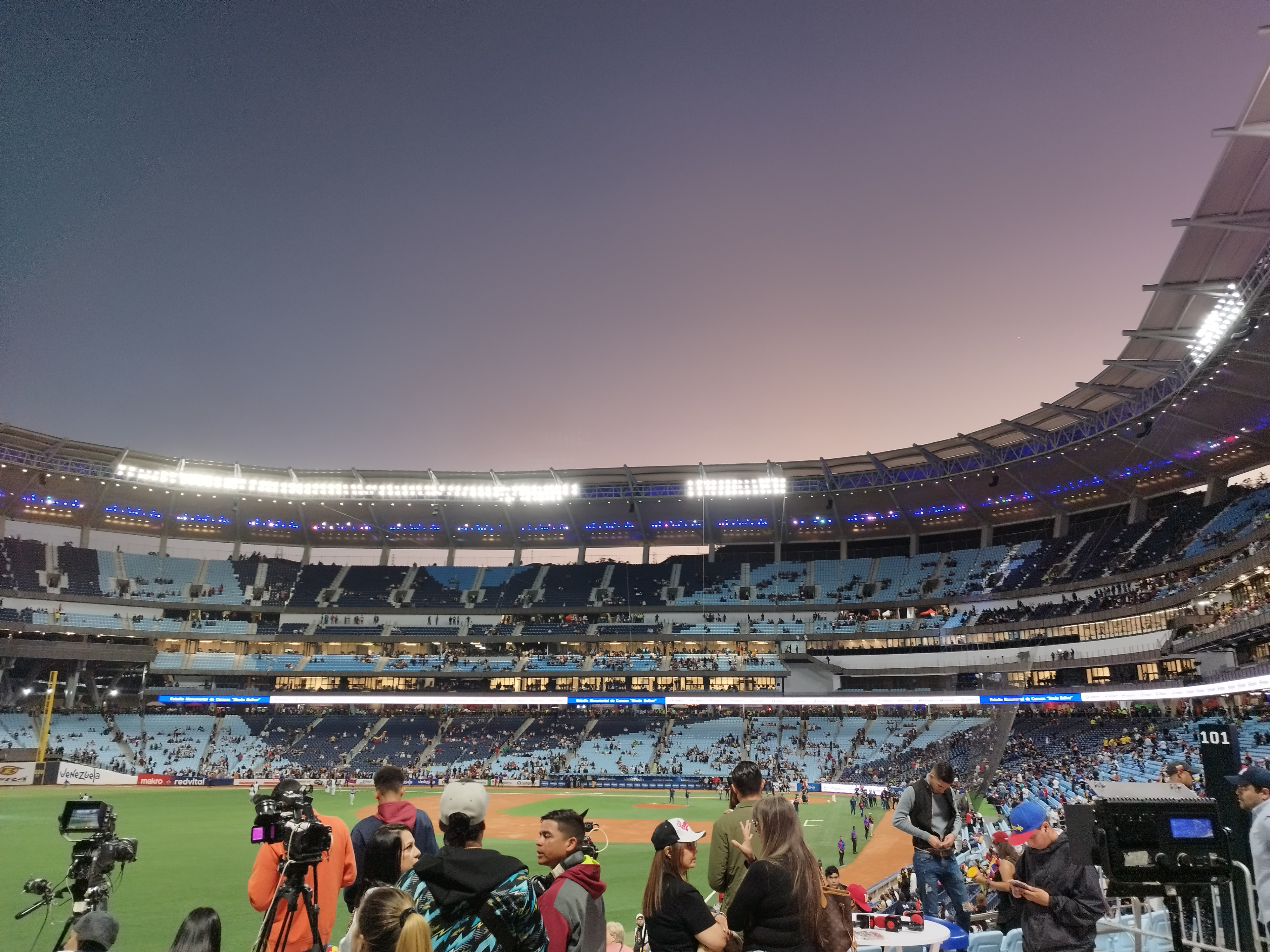
Estadio Monumental Simón Bolívar previo a un juego de la Serie del Caribe 2023

Con la elección del nuevo presidente del club el equipo realiza un cambio que involucra a los jugadores José Marco Torres y Loiger Padrón quienes pasan a Caribes de Anzoátegui, a cambio de Oswaldo Arcia y Orlando Arcia. También llega Gabriel Noriega desde los Navegantes del Magallanes en un cambio que involucró al jardinero Romer Cuadrado. 
Ahora Caracas comenzaría a jugar en nuevo y moderno estadio construido en el sector de La Rinconada, el cual fue construido por el gobierno local lo que hace que los Leones del Caracas sigan siendo el único equipo del beisbol profesional venezolano sin un estadio propio.
En la temporada 2022-23, Caracas, dirigidos por José Alguacil, logra el primer lugar de la tabla, con las grandes actuaciones de los hermanos Arcia, José Rondón y Freddy Fermín, quien ganaría el Novato del año, el Premio al Jugador Más Valioso y el título de bateo con .404 de AVG, convirtiéndose en el segundo jugador en la historia de la Liga Venezolana de Beisbol Profesional en lograr todo ello en una misma temporada, tras Odubel Herrera. Los melenudos repetirían el mismo éxito de la temporada regular en el Round Robin, al terminar en el primer lugar con récord de 10-6 clasificando a su vigésima novena final en la historia de la LVBP escoltados por los Tiburones de La Guaira.

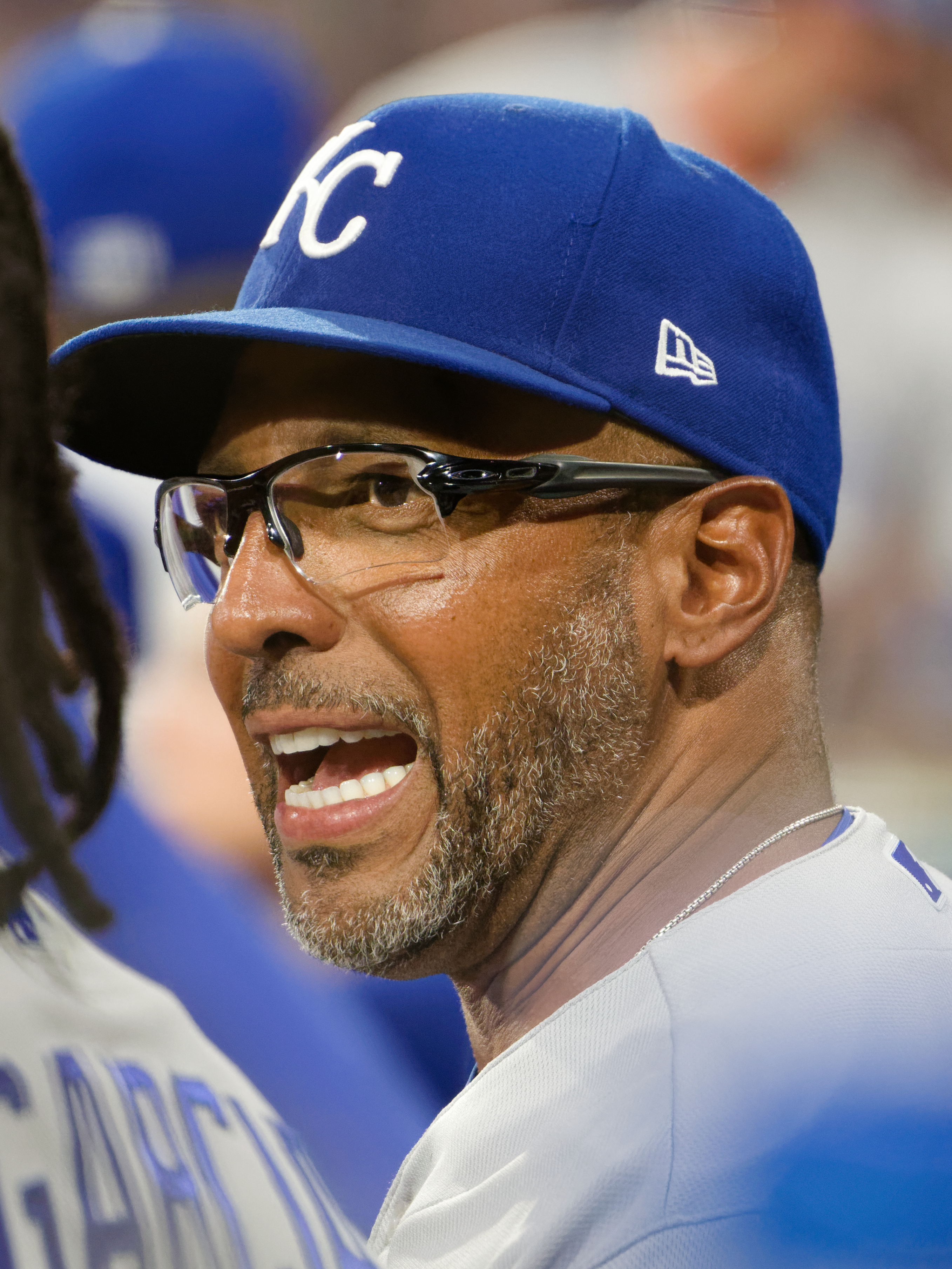
José Alguacil, hasta ahora el último mánager en llevar al equipo al campeonato.

En la serie final, Caracas obtiene las dos primeras victorias en casa, pero los Tiburones ahora como home club, ganaron los 2 siguientes juegos para empatar la serie final 2-2. En el quinto juego, Caracas ganaría 7 carreras por 2 y pondrían la serie a favor. El 30 de enero de 2023, en el sexto juego obtienen el vigésimo primer título, con un jonrón de Harold Castro en el undécimo inning para dejar en el terreno a los Tiburones de La Guaira 7 carreras por 6.
El 26 de julio de 2023 se confirma la mudanza del equipo al nuevo Estadio Monumental de Caracas en La Rinconada, culminando así la larga tradición de haber tenido como sede el histórico Estadio Universitario durante 71 años (sin contar la temporada 75-76 en la que jugó temporalmente en Araure junto a los Tiburones de la Guaira como un equipo fusionado).
La temporada 2023-2024 de los Leones del Caracas comenzó el 21 de octubre de 2023 con un partido inaugural en el Estadio Monumental de Caracas, cayendo 8-0 ante Caribes de Anzoátegui. El equipo, liderado por el mánager José Alguacil, disputó junto a los Cardenales de Lara el primer lugar de la tabla desde el inicio de la temporada hasta la última jornada, clasificando directamente al "Todos contra Todos" al quedar segundo. No obstante, fueron eliminados el 20 de enero de 2024, en el Estadio Universitario, por los Tiburones que se alzarían con el primer lugar de la fase y posteriormente se coronaron campeones ante Cardenales de Lara. Leones quedó con un récord de 8-8 en el "Todos contra Todos". En la temporada, Gabriel Noriega se quedó con el Título de bateo tras ligar para .376 de AVG, José Rondón fue líder en jonrones con 17, llevándose el premio del Productor del Año, y el lanzador Miguel Socolovich se llevó el premio al Setup del Año con 13 Holds.
La temporada 2024-2025 lamentablemente resultó ser muy desastrosa para el equipo. A pesar de los cambios hechos (incluido el de Eliézer Alfonzo Jr. al Magallanes por el lanzador Yoander Méndez y el receptor René Pínto) la alta efectividad colectiva del pitcheo sumado al elevado número de carreras recibidas y a las primeras derrotas en el Estadio Monumental ante Magallanes y Cardenales (incluyendo los abultados scores de 18-2 y 18-3) sepultaron al equipo en la sexta posición de la tabla. En efecto, Cardenales de Lara estuvo a punto de propinarle un llamado "zapatero", mas le ganó la serie particular 7-1. Aun así, el equipo fue quien logró batear más vuelacercas colectivamente. Si bien en una jornada extra lograron eliminar al campeón Tiburones de La Guaira con récord de 9-8, en el play-in por el comodín cayeron 10-2 frente a los Tigres de Aragua en Maracay, lo que les valió el fin definitivo de su actuación.

## Fanaticada y rivalidades

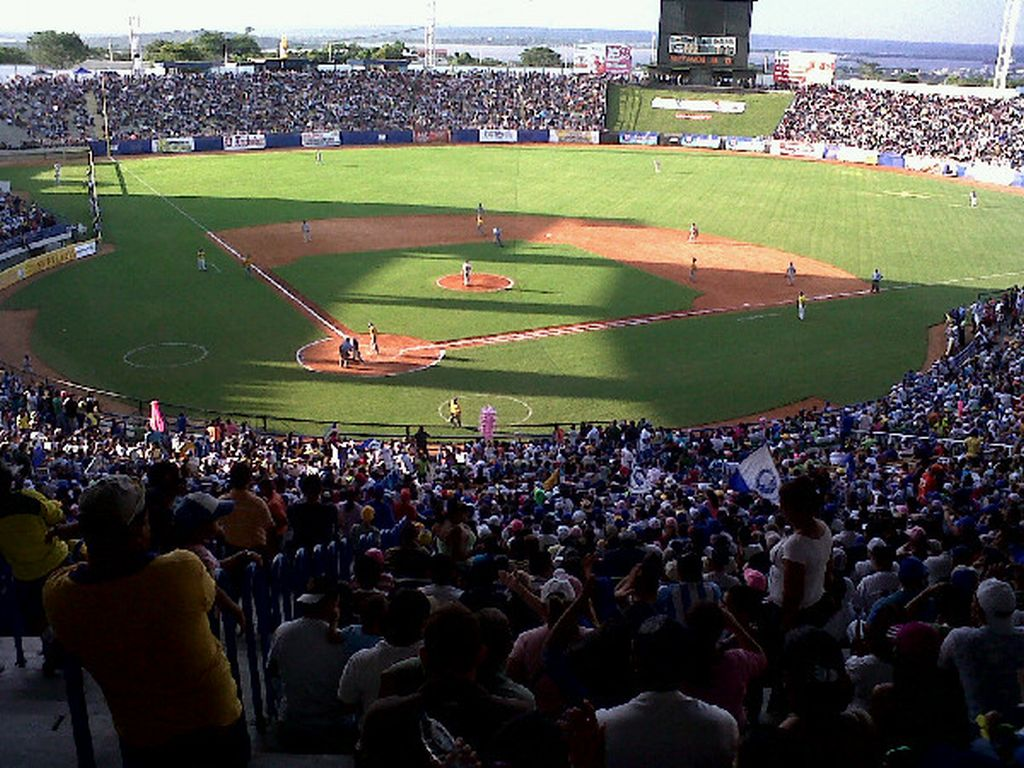
Duelo entre Caracas vs. Magallanes en el Estadio La Ceiba ante 30 mil espectadores.

Desde su creación en 1942 el equipo ha mantenido una notoria rivalidad con su similar Navegantes del Magallanes, de allí que a ambos equipos se les conozca por los medios de comunicación como Los Eternos Rivales, éstos enfrentamientos son esperados por los fanáticos de todo el país por la intensidad que se vive y la rica historia de ambas escuadras, es un partido que normalmente agota las entradas y tomando en cuenta que ambos actualmente juegan en ciudades diferentes es una de las pocas rivalidades del béisbol moderno donde puede haber la misma cantidad de fanáticos de ambos equipos dispersos a lo largo y ancho de todo el estadio bien sea en el Estadio Monumental Simon Bolívar de Caracas, el Estadio José Bernardo Perez de la ciudad de Valencia u otro estadio del país donde se dispute el choque
El equipo de los Tiburones de La Guaira, a pesar de que representa al estado La Guaira, específicamente a su capital La Guaira, compartió por varios años la sede Estadio Universitario con los Leones, lo cual trajo una rivalidad entre los dos equipos y sus fanaticadas, llamándose así: El Clásico de la Capital o Los Rivales Modernos, ésta rivalidad comenzó desde la fundación del equipo escualo (1962) disputando 5 finales entre esa década y finales de los años 80, luego se había perdido un poco en los años 90 y las 2 primeras décadas del nuevo siglo por los malos resultados del equipo salado pero se ha intensificado en las primeras temporadas de ésta década sobre todo por los incidentes de la última final (2022-23), la sexta entre los 2 equipos.
En las últimas décadas, los demás equipos se han medido contra el equipo capitalino tanto en series finales como semifinales, sobre todo las Águilas del Zulia, los Cardenales de Lara y los Tigres de Aragua. Con este último ha ido creciendo una rivalidad en los últimos años, dando paso a lo que se conoce actualmente como el Duelo de Felinos. 
Y con Cardenales de Lara desde los años 90 donde han disputado un total de 8 finales convirtiéndose en la serie final más repetida en la historia de la Liga Venezolana de Béisbol Profesional con división de honores para ambos conjuntos (4-4).

## Mánagers Campeones
| Entrenador                 | Año                   | Título                                            |
| -------------------------- | --------------------- | ------------------------------------------------- |
| José Antonio Casanova      | 46-52                 | 47-48, 48-49, 51-52 y (Serie Interamericana 1950) |
| Martín Dihigo              | 52-53                 | 52-53                                             |
| Clay Bryant                | 54-56, 56-57          | 56-57                                             |
| Alfonso "Chico" Carrasquel | 57-58, 80-83          | 80-81, 81-82 y (Serie del Caribe 1982)            |
| Regino Otero               | 61-69                 | 61-62, 63-64, 66-67, 67-68                        |
| Pompeyo Davalillo          | 69-72, 84-85, 94-96   | 94-95                                             |
| Ozzie Virgil               | 72-73                 | 72-73                                             |
| Felipe Rojas Alou          | 77-80                 | 77-78, 79-80                                      |
| Bill Plummer               | 86-87, 88-89          | 86-87                                             |
| Bill Robinson              | 87-88                 | 87-88                                             |
| Phil Regan                 | 89-94, 96-98          | 89-90                                             |
| Carlos Subero              | 05-06 / 06-07         | 05-06 y (Serie del Caribe 2006 -invicto-)         |
| Dave Hudgens               | 09-10 / 10-11 / 13-14 | 09-10                                             |
| José Alguacil              | 21-presente           | 22-23                                             |

## Campeonatos Nacionales
| Temporada | Campeón            | Subcampeón                |
| --------- | ------------------ | ------------------------- |
| 1947-1948 | Cervecería Caracas | Sabios del Vargas         |
| 1948-1949 | Cervecería Caracas | Magallanes                |
| 1951-1952 | Cervecería Caracas | Magallanes                |
| 1952-1953 | Leones del Caracas | Magallanes                |
| 1956-1957 | Leones del Caracas | Industriales de Valencia  |
| 1961-1962 | Leones del Caracas | Indios de Oriente         |
| 1963-1964 | Leones del Caracas | Industriales de Valencia  |
| 1966-1967 | Leones del Caracas | Tiburones de La Guaira    |
| 1967-1968 | Leones del Caracas | Tigres de Aragua          |
| 1972-1973 | Leones del Caracas | Águilas del Zulia         |
| 1977-1978 | Leones del Caracas | Águilas del Zulia         |
| 1979-1980 | Leones del Caracas | Cardenales de Lara        |
| 1980-1981 | Leones del Caracas | Cardenales de Lara        |
| 1981-1982 | Leones del Caracas | Cardenales de Lara        |
| 1986-1987 | Leones del Caracas | Tiburones de La Guaira    |
| 1987-1988 | Leones del Caracas | Tigres de Aragua          |
| 1989-1990 | Leones del Caracas | Cardenales de Lara        |
| 1994-1995 | Leones del Caracas | Águilas del Zulia         |
| 2005-2006 | Leones del Caracas | Tigres de Aragua          |
| 2009-2010 | Leones del Caracas | Navegantes del Magallanes |
| 2022-2023 | Leones del Caracas | Tiburones de La Guaira    |

| Año  | Sede                          | Récord |
| ---- | ----------------------------- | ------ |
| 1982 | Hermosillo, México            | 5-1    |
| 2006 | Maracay / Valencia, Venezuela | 6-0    |

### Serie Interamericana
| Año  | Sede               | Récord |
| ---- | ------------------ | ------ |
| 1950 | Caracas, Venezuela |        |

## Participaciones en el Caribe
| Serie del Caribe | Serie del Caribe                            | Serie del Caribe | Serie del Caribe  | Serie del Caribe | Serie del Caribe  |
| ---------------- | ------------------------------------------- | ---------------- | ----------------- | ---------------- | ----------------- |
| 1949:            | 2.º lugar (3G-3P) (Como Cervecería Caracas) |                  |                   |                  |                   |
| 1952:            | 3.º lugar (3G-3P) (Como Cervecería Caracas) |                  |                   |                  |                   |
| 1953:            | 4.º lugar (1G-5P)                           | 1957:            | 4.º lugar (2G-4P) | 1973:            | 2.º lugar (3G-3P) |
| 1978:            | 2.º lugar (3G-3P)                           | 1980:            | 2.º lugar (3G-3P) | 1982:            | Campeón (5G-1P)   |
| 1987:            | 4.º lugar (2G-4P)                           | 1988:            | 4.º lugar (2G-4P) | 1990:            | 2.º lugar (3G-3P) |
| 1995:            | 3.º lugar (1G-5P)                           | 2006:            | Campeón (6G-0P)   | 2010:            | 4.º lugar (1G-5P) |
| 2023:            | 2.º lugar (6G-3P)                           |                  |                   |                  |                   |

### Campeonatos de Serie del Caribe
| Año  | Sede                          | Récord |
| ---- | ----------------------------- | ------ |
| 1982 | Hermosillo, México            | 5-1    |
| 2006 | Maracay / Valencia, Venezuela | 6-0    |

### Campeonatos de Serie Interamericana
| Año  | Sede               | Récord |
| ---- | ------------------ | ------ |
| 1950 | Caracas, Venezuela | 9-2    |

## Números retirados
| 1 Pompeyo Davalillo SS Retirado 2012 | 2 Víctor Davalillo OF Retirado 1986 | 6 Gonzalo Márquez 1B Retirado 1984 | 8 Urbano Lugo P Retirado 1997 | 11 Luis Aparicio SS Retirado 2014 | 12 César Tovar IF Retirado 1985 | 14 José Castillo IF Retirado 2018 (post mortem) | 17 Alfonso "Chico" Carrasquel SS Retirado 1966 | 20 Antonio Armas OF Retirado 1990 | 25 Baudilio Díaz C Retirado 1990 (Post Mortem) |

| 16 Álex González SS Retirado 2018 | 23 Omar Vizquel SS Retirado 2008 | 24 Henry Blanco C Retirado 2015 | 26 Carlos Hernández C Retirado 2003 | 27 Ubaldo Heredia P Retirado 2023 | 41 Andrés Galarraga 1B Retirado 2008 | 48 Víctor Sánchez P Retirado 2015 (post mortem) | 53 Bob Abreu OF Retirado 2014 |

## Roster Activo 2023-24
| Roster 2023-24 Lanzadores | Roster 2023-24 Lanzadores          | Roster 2023-24 Lanzadores | Roster 2023-24 Lanzadores  | Roster 2023-24 Lanzadores | Roster 2023-24 Lanzadores | Roster 2023-24 Lanzadores | Roster 2023-24 Lanzadores | Roster 2023-24 Lanzadores      | Roster 2023-24 Lanzadores         |                                   |
| #                         | Nac.                               | Jugador                   | PB                         | B/L                       | Estatura                  | Peso                      | Edad                      | Último equipo en verano (2023) | Liga                              |                                   |
| ------------------------- | ---------------------------------- | ------------------------- | -------------------------- | ------------------------- | ------------------------- | ------------------------- | ------------------------- | ------------------------------ | --------------------------------- | --------------------------------- |
|                           | Bandera de Venezuela               | Jhoulys Chacín            | P                          | D/D                       | 1,90 m (6′ 3″)            | 97 kg (213 lb)            | 37 años                   | Agente Libre                   |                                   |                                   |
|                           | Bandera de Venezuela               | Carlos Hernández          | P                          | D/D                       | 1,93 m (6′ 4″)            | 111 kg (244 lb)           | 28 años                   | Kansas City Royals             | MLB                               | MLB                               |
| 74                        | Bandera de Venezuela               | Yoimer Camacho            | P                          | D/D                       | 1,85 m (6′ 1″)            | 79 kg (174 lb)            | 35 años                   | Pericos de Puebla              | LMB                               | LMB                               |
| 81                        | Bandera de Estados Unidos          | Rubén Alaniz              | P                          | D/D                       | 1,93 m (6′ 4″)            | 99 kg (218 lb)            | 34 años                   | Acereros de Monclova           | LMB                               | LMB                               |
| 34                        | Bandera de Venezuela               | Joshua Cornielly          | P                          | D/D                       | 1,88 m (6′ 2″)            | 102 kg (224 lb)           | 24 años                   | New York Mets                  | MiLB (Clase A+)                   | MiLB (Clase A+)                   |
| 86                        | Bandera de Estados Unidos          | Bryan Blanton             | P                          | D/D                       | 1,83 m (6′ 0″)            | 86 kg (189 lb)            | 29 años                   | Gastonia Honey Hunters         | Atlantic League                   | Atlantic League                   |
| 70                        | Bandera de Venezuela               | Albert Suárez             | P                          | D/D                       | 1,90 m (6′ 3″)            | 106 kg (233 lb)           | 35 años                   | Samsung Lions                  | KBO                               | KBO                               |
| 18                        | Bandera de Venezuela               | Alfred Gutiérrez          | P                          | D/D                       | 1,85 m (6′ 1″)            | 90 kg (198 lb)            | 30 años                   | Líderes de Miranda             | Liga Mayor de Béisbol Profesional | Liga Mayor de Béisbol Profesional |
| 54                        | Bandera de Venezuela               | José Mujica               | P                          | D/D                       | 1,88 m (6′ 2″)            | 112 kg (246 lb)           | 29 años                   | Washington Nationals           | MiLB (Doble A)                    | MiLB (Doble A)                    |
| 67                        | Bandera de Venezuela               | Aliangel López            | P                          | I/I                       | 1,85 m (6′ 1″)            | 79 kg (174 lb)            | 31 años                   | Rieleros de Aguascalientes     | LMB                               | LMB                               |
| 63                        | Bandera de Venezuela               | Wilfredo Boscan           | P                          | D/D                       | 1,88 m (6′ 2″)            | 103 kg (227 lb)           | 35 años                   | Senadores de Caracas           | Liga Mayor de Béisbol Profesional | Liga Mayor de Béisbol Profesional |
| 85                        | Bandera de Venezuela               | Norwith Gudiño            | P                          | D/D                       | 1,98 m (6′ 6″)            | 90 kg (198 lb)            | 29 años                   | Boston Red Sox                 | MiLB (Triple A)                   | MiLB (Triple A)                   |
| 83                        | Bandera de Venezuela               | Rito Lugo                 | P                          | I/I                       | 1,78 m (5′ 10″)           | 83 kg (183 lb)            | 29 años                   | Líderes de Miranda             | Liga Mayor de Béisbol Profesional | Liga Mayor de Béisbol Profesional |
| 38                        | Bandera de Venezuela               | Franklin Dacosta          | P                          | I/I                       | 1,80 m (5′ 11″)           | 73 kg (161 lb)            | 25 años                   | Gary SouthShore RailCats       | American Association              | American Association              |
| 36                        | Bandera de Venezuela               | Ronald Herrera            | P                          | D/D                       | 1,80 m (5′ 11″)           | 83 kg (183 lb)            | 30 años                   | Washington Nationals           | MiLB (Doble A)                    | MiLB (Doble A)                    |
| 87                        | Bandera de Venezuela               | Miguel Rodríguez          | P                          | D/D                       | 1,88 m (6′ 2″)            | 81 kg (178 lb)            | 26 años                   | Minnesota Twins                | MiLB (Doble A)                    | MiLB (Doble A)                    |
|                           | Bandera de Venezuela               | Ricardo Rodríguez         | P                          | D/D                       | 1,88 m (6′ 2″)            | 99 kg (218 lb)            | 32 años                   | Senadores de Caracas           | Liga Mayor de Béisbol Profesional | Liga Mayor de Béisbol Profesional |
| 32                        | Bandera de Venezuela               | Wilkel Hernández          | P                          | D/D                       | 1,90 m (6′ 3″)            | 88 kg (194 lb)            | 26 años                   | Detroit Tigers                 | MiLB (Clase A+)                   | MiLB (Clase A+)                   |
| 69                        | Bandera de Venezuela               | Jesús Vargas              | P                          | D/D                       | 1,88 m (6′ 2″)            | 89 kg (196 lb)            | 26 años                   | Delfines de La Guaira          | Liga Mayor de Béisbol Profesional | Liga Mayor de Béisbol Profesional |
| 39                        | Bandera de Venezuela               | Emilio Márquez            | P                          | I/I                       | 1,73 m (5′ 8″)            | 77 kg (169 lb)            | 27 años                   | Kansas City Royals             | MiLB (Triple A)                   | MiLB (Triple A)                   |
| 57                        | Bandera de Venezuela               | Francisco Morales         | P                          | D/D                       | 1,93 m (6′ 4″)            | 83 kg (183 lb)            | 25 años                   | Philadelphia Phillies          | MiLB (Rookie)                     | MiLB (Rookie)                     |
| 76                        | Bandera de Venezuela               | Carlos Romero             | P                          | D/D                       | 1,98 m (6′ 6″)            | 81 kg (178 lb)            | 26 años                   | Washington Nationals           | MiLB (Clase A+)                   | MiLB (Clase A+)                   |
|                           | Bandera de Venezuela               | Luis Palacios             | P                          | I/I                       | 1,88 m (6′ 2″)            | 72 kg (158 lb)            | 25 años                   | Miami Marlins                  | MiLB (Doble A)                    | MiLB (Doble A)                    |
| 61                        | Bandera de Estados Unidos          | Thomas Dorminy            | P                          | I/I                       | 1,83 m (6′ 0″)            | 86 kg (189 lb)            | 33 años                   | Bravos de León                 | LMB                               | LMB                               |
| 55                        | Bandera de Venezuela               | Miguel Socolovich         | P                          | D/D                       | 1,85 m (6′ 1″)            | 92 kg (202 lb)            | 39 años                   | Agente Libre                   |                                   |                                   |
| Receptores                |                                    |                           |                            |                           |                           |                           |                           |                                |                                   |                                   |
|                           | Bandera de Venezuela               | Freddy Fermín             | C                          | D/D                       | 1,78 m (5′ 10″)           | 90 kg (198 lb)            | 30 años                   | Kansas City Royals             | MLB                               | MLB                               |
| 50                        | Bandera de Venezuela               | Eliezer Alfonzo           | C                          | A/D                       | 1,78 m (5′ 10″)           | 70 kg (154 lb)            | 25 años                   | Detroit Tigers                 | MiLB (Doble A)                    | MiLB (Doble A)                    |
| 75                        | Bandera de Venezuela               | Gabriel Lino              | C                          | D/D                       | 1,90 m (6′ 3″)            | 90 kg (198 lb)            | 32 años                   | San Marino Baseball            | Serie A Italiana                  | Serie A Italiana                  |
| 89                        | Bandera de Venezuela               | Jhonny Pereda             | C                          | D/D                       | 1,85 m (6′ 1″)            | 91 kg (200 lb)            | 29 años                   | Cincinnati Reds                | MiLB (Triple A)                   | MiLB (Triple A)                   |
| Infielders                |                                    |                           |                            |                           |                           |                           |                           |                                |                                   |                                   |
|                           | Bandera de Venezuela               | Orlando Arcia             | SS                         | D/D                       | 1,83 m (6′ 0″)            | 84 kg (185 lb)            | 31 años                   | Atlanta Braves                 | MLB                               | MLB                               |
|                           | Bandera de Venezuela               | Gleyber Torres            | 2B                         | D/D                       | 1,85 m (6′ 1″)            | 92 kg (202 lb)            | 28 años                   | New York Yankees               | MLB                               | MLB                               |
| 22                        | Bandera de Venezuela               | Oswald Peraza             | SS                         | D/D                       | 1,83 m (6′ 0″)            | 90 kg (198 lb)            | 25 años                   | New York Yankees               | MLB                               | MLB                               |
| 10                        | Bandera de Venezuela               | César Hernández           | 2B                         | A/D                       | 1,78 m (5′ 10″)           | 83 kg (183 lb)            | 35 años                   | Seattle Mariners               | MiLB (Triple A)                   | MiLB (Triple A)                   |
| 71                        | Bandera de la República Dominicana | Isaías Tejeda             | 1B                         | D/D                       | 1,83 m (6′ 0″)            | 88 kg (194 lb)            | 33 años                   | Caciques de Distrito           | Liga Mayor de Béisbol Profesional | Liga Mayor de Béisbol Profesional |
| 13                        | Bandera de Venezuela               | Gabriel Noriega           | 3B                         | D/D                       | 1,85 m (6′ 1″)            | 85 kg (187 lb)            | 34 años                   | Senadores de Caracas           | Liga Mayor de Béisbol Profesional | Liga Mayor de Béisbol Profesional |
| 37                        | Bandera de Venezuela               | Aldrem Corredor           | 1B, OF                     | I/I                       | 1,83 m (6′ 0″)            | 91 kg (200 lb)            | 29 años                   | Centauros de La Guaira         | Liga Mayor de Béisbol Profesional | Liga Mayor de Béisbol Profesional |
| 7                         | Bandera de Venezuela               | Wilfredo Tovar            | 3B, 2B, BD                 | D/D                       | 1,70 m (5′ 7″)            | 81 kg (178 lb)            | 34 años                   | Delfines de La Guaira          | Liga Mayor de Béisbol Profesional | Liga Mayor de Béisbol Profesional |
| 52                        | Bandera de Venezuela               | Erick Brito               | SS, 3B, 2B                 | D/D                       | 1,73 m (5′ 8″)            | 60 kg (132 lb)            | 23 años                   | Philadelphia Phillies          | MiLB (Clase A+)                   | MiLB (Clase A+)                   |
| Outfielders               |                                    |                           |                            |                           |                           |                           |                           |                                |                                   |                                   |
| 3                         | Bandera de Venezuela               | Harold Castro             | CF                         | I/D                       | 1,78 m (5′ 10″)           | 88 kg (194 lb)            | 31 años                   | Colorado Rockies               | MLB                               | MLB                               |
| 31                        | Bandera de Venezuela               | Oswaldo Arcia             | RF                         | I/D                       | 1,83 m (6′ 0″)            | 104 kg (229 lb)           | 34 años                   | Mariachis de Guadalajara       | LMB                               | LMB                               |
| 28                        | Bandera de Venezuela               | Elio Prado                | OF                         | D/D                       | 1,83 m (6′ 0″)            | 72 kg (158 lb)            | 23 años                   | Baltimore Orioles              | MiLB (Clase A+)                   | MiLB (Clase A+)                   |
| 33                        | Bandera de Venezuela               | Alexfri Planez            | OF                         | I/I                       | 1,88 m (6′ 2″)            | 93 kg (205 lb)            | 23 años                   | Cleveland Guardians            | MiLB (Doble A)                    | MiLB (Doble A)                    |
| 9                         | Bandera de Venezuela               | José Rondon               | LF                         | D/D                       | 1,85 m (6′ 1″)            | 97 kg (213 lb)            | 31 años                   | Toros de Tijuana               | LMB                               | LMB                               |
|                           | Bandera de Venezuela               | Yonathan Daza             | CF                         | D/D                       | 1,88 m (6′ 2″)            | 93 kg (205 lb)            | 31 años                   | Colorado Rockies               | MLB                               |                                   |
| Cuerpo Técnico            |                                    |                           |                            |                           |                           |                           |                           |                                |                                   |                                   |
|                           | Bandera de Venezuela               | José Alguacil             | Mánager (béisbol)          | I/D                       | 1,88 m (6′ 2″)            | 90 kg (198 lb)            | 52 años                   | Kansas City Royals             | MLB                               |                                   |
|                           | Bandera de Venezuela               | Ramón Castro              | Preparador de Bateo        | D/D                       | 1,83 m (6′ 0″)            | 88 kg (194 lb)            | 45 años                   | Kansas City Royals             | MiLB (Clase A)                    |                                   |
|                           | Bandera de Venezuela               | Wilson Álvarez            | Preparador de Pitcheo      | I/I                       | 1,85 m (6′ 1″)            | 79 kg (174 lb)            | 55 años                   | Centauros de La Guaira         | Liga Mayor de Béisbol Profesional |                                   |
|                           | Bandera de Venezuela               | Lipso Nava                | Preparador de Banca        | D/D                       | 1,85 m (6′ 1″)            | 86 kg (189 lb)            | 56 años                   | San Francisco Giants           | MiLB (Clase A)                    |                                   |
|                           | Bandera de Venezuela               | Óscar Salazar             | Preparador de Tercera Base | D/D                       | 1,83 m (6′ 0″)            | 88 kg (194 lb)            | 47 años                   | Washington Nationals           | MiLB (Doble A)                    |                                   |
|                           | Bandera de Nicaragua               | Juan Muñoz                | Preparador de Primera Base | I/I                       | 1,75 m (5′ 9″)            | 77 kg (169 lb)            | 51 años                   | Bandera de ?                   |                                   |                                   |
|                           | Bandera de Venezuela               | Lino Urdaneta             | Preparador de Bullpen      | D/D                       | 1,85 m (6′ 1″)            | 99 kg (218 lb)            | 45 años                   | Guerreros de Lara              | Liga Mayor de Béisbol Profesional |                                   |

## Estadísticas 2023-24

### Temporada 2023-2024
Actualizado al 20 de Noviembre de 2023 

### Bateo / Ofensiva
Promedios basados en turnos legales (3.1 Apariciones al Plato por cada juego del equipo)
| Promedio de Bateo (AVG) | Promedio de Bateo (AVG) | Promedio de Bateo (AVG) |
| ----------------------- | ----------------------- | ----------------------- |
| 1                       | Eliezer Alfonzo         | .397                    |
| 2                       | Gabriel Noriega         | .379                    |
| 3                       | Aldrem Corredor         | .329                    |

| Jonrones (HR) | Jonrones (HR)   | Jonrones (HR) |
| ------------- | --------------- | ------------- |
| 1             | José Rondon     | 8             |
| 2             | Oswaldo Arcia   | 5             |
| 3             | César Hernández | 4             |

| Carreras Impulsadas (RBI) | Carreras Impulsadas (RBI) | Carreras Impulsadas (RBI) |
| ------------------------- | ------------------------- | ------------------------- |
| 1                         | Gabriel Noriega           | 28                        |
| 2                         | José Rondon               | 19                        |
| 3                         | César Hernández           | 17                        |

| Apariciones al Plato (PA) | Apariciones al Plato (PA) | Apariciones al Plato (PA) |
| ------------------------- | ------------------------- | ------------------------- |
| 1                         | Wilfredo Tovar            | 120                       |
| 2                         | César Hernández           | 117                       |
| 3                         | José Rondon               | 107                       |

| Porcentaje de Embasados (OBP) | Porcentaje de Embasados (OBP) | Porcentaje de Embasados (OBP) |
| ----------------------------- | ----------------------------- | ----------------------------- |
| 1                             | Eliezer Alfonzo               | .485                          |
| 2                             | Aldrem Corredor               | .440                          |
| 3                             | Isaias Tejeda                 | .412                          |

| Porcentaje de Slugging (SLG) | Porcentaje de Slugging (SLG) | Porcentaje de Slugging (SLG) |
| ---------------------------- | ---------------------------- | ---------------------------- |
| 1                            | José Rondon                  | .637                         |
| 2                            | Eliezer Alfonzo              | .552                         |
| 3                            | Gabriel Noriega              | .540                         |

| OPS | OPS             | OPS   |
| --- | --------------- | ----- |
| 1   | Eliezer Alfonzo | .1037 |
| 2   | José Rondon     | .1020 |
| 3   | Gabriel Noriega | .929  |

| Bases Robadas | Bases Robadas   | Bases Robadas |
| ------------- | --------------- | ------------- |
| 1             | Wilfredo Tovar  | 5             |
| 2             | César Hernández | 3             |
| 3             | Erick Brito     | 2             |

| Carreras Creadas (RC) | Carreras Creadas (RC) | Carreras Creadas (RC) |
| --------------------- | --------------------- | --------------------- |
| 1                     | Aldrem Corredor       | 43.88                 |
| 2                     | César Hernández       | 42.08                 |
| 3                     | José Rondon           | 41.15                 |

| Carreras Anotadas (CA) | Carreras Anotadas (CA) | Carreras Anotadas (CA) |
| ---------------------- | ---------------------- | ---------------------- |
| 1                      | Eliezer Alfonzo        | 20                     |
| 2                      | César Hernández        | 17                     |
| 3                      | José Rondon            | 17                     |

| Hits | Hits            | Hits |
| ---- | --------------- | ---- |
| 1    | Wilfredo Tovar  | 34   |
| 2    | Gabriel Noriega | 33   |
| 3    | José Rondon     | 27   |

| Dobles | Dobles          | Dobles |
| ------ | --------------- | ------ |
| 1      | Aldrem Corredor | 10     |
| 2      | Gabriel Noriega | 6      |
| 3      | José Rondon     | 5      |

| Bases Alcanzadas (TB) | Bases Alcanzadas (TB) | Bases Alcanzadas (TB) |
| --------------------- | --------------------- | --------------------- |
| 1                     | José Rondon           | 58                    |
| 2                     | Gabriel Noriega       | 47                    |
| 3                     | Wilfredo Tovar        | 47                    |

| Extrabases (XBH) | Extrabases (XBH)                | Extrabases (XBH) |
| ---------------- | ------------------------------- | ---------------- |
| 1                | José Rondon                     | 14               |
| 2                | Aldrem Corredor                 | 11               |
| 3                | Gabriel Noriega / Oswaldo Arcia | 9                |

| Bases por Bolas (BB) | Bases por Bolas (BB) | Bases por Bolas (BB) |
| -------------------- | -------------------- | -------------------- |
| 1                    | Isaias Tejeda        | 17                   |
| 2                    | César Hernández      | 16                   |
| 3                    | Aldrem Corredor      | 16                   |

| BABIP | BABIP           | BABIP |
| ----- | --------------- | ----- |
| 1     | Eliezer Alfonzo | .415  |
| 2     | Gabriel Noriega | .397  |
| 3     | Aldrem Corredor | .361  |

| Poder Aislado (ISO) | Poder Aislado (ISO) | Poder Aislado (ISO) |
| ------------------- | ------------------- | ------------------- |
| 1                   | José Rondon         | 341                 |
| 2                   | Oswaldo Arcia       | 256                 |
| 3                   | Isaias Tejeda       | 164                 |

| wOBA | wOBA            | wOBA |
| ---- | --------------- | ---- |
| 1    | Eliezer Alfonzo | .469 |
| 2    | José Rondon     | .437 |
| 3    | Aldrem Corredor | .419 |

### Pitcheo
Promedios basados en Innings mínimos legales lanzados (1 Inning por cada juego del equipo)
| Innings Lanzados | Innings Lanzados           | Innings Lanzados |
| ---------------- | -------------------------- | ---------------- |
| 1                | Albert Suárez              | 29.2             |
| 2                | Thomas Dorminy             | 19.1             |
| 3                | Aliangel Lopez / Rito Lugo | 17.2             |

| Ponches (K) | Ponches (K)    | Ponches (K) |
| ----------- | -------------- | ----------- |
| 1           | Albert Suárez  | 18          |
| 2           | Thomas Dorminy | 12          |
| 3           | Rito Lugo      | 12          |

| Efectividad (ERA) | Efectividad (ERA) | Efectividad (ERA) |
| ----------------- | ----------------- | ----------------- |
| 1                 | Albert Suárez     | 0.91              |
| 2                 | Bandera de ?      |                   |
| 3                 | Bandera de ?      |                   |

| WHIP | WHIP          | WHIP |
| ---- | ------------- | ---- |
| 1    | Albert Suárez | 1.04 |
| 2    | Bandera de ?  |      |
| 3    | Bandera de ?  |      |

| Juegos Ganados | Juegos Ganados   | Juegos Ganados |
| -------------- | ---------------- | -------------- |
| 1              | Wilfredo Boscan  | 3              |
| 2              | Alfred Gutierrez | 3              |
| 3              | Albert Suárez    | 2              |

| FIP | FIP           | FIP  |
| --- | ------------- | ---- |
| 1   | Albert Suárez | 2.58 |
| 2   | Bandera de ?  |      |
| 3   | Bandera de ?  |      |

| H/9 | H/9           | H/9  |
| --- | ------------- | ---- |
| 1   | Albert Suárez | 7.58 |
| 2   | Bandera de ?  |      |
| 3   | Bandera de ?  |      |

| HR/9 | HR/9          | HR/9 |
| ---- | ------------- | ---- |
| 1    | Albert Suárez | 0.00 |
| 2    | Bandera de ?  |      |
| 3    | Bandera de ?  |      |

| BB/9 | BB/9          | BB/9 |
| ---- | ------------- | ---- |
| 1    | Albert Suárez | 1.82 |
| 2    | Bandera de ?  |      |
| 3    | Bandera de ?  |      |

| K/9 | K/9           | K/9  |
| --- | ------------- | ---- |
| 1   | Albert Suárez | 5.46 |
| 2   | Bandera de ?  |      |
| 3   | Bandera de ?  |      |

| K/BB | K/BB          | K/BB |
| ---- | ------------- | ---- |
| 1    | Albert Suárez | 3.00 |
| 2    | Bandera de ?  |      |
| 3    | Bandera de ?  |      |

| Holds | Holds             | Holds |
| ----- | ----------------- | ----- |
| 1     | Miguel Socolovich | 7     |
| 2     | José Mujica       | 4     |
| 3     | Miguel Rodriguez  | 4     |

| BABIP (Lanzadores) | BABIP (Lanzadores) | BABIP (Lanzadores) |
| ------------------ | ------------------ | ------------------ |
| 1                  | Albert Suárez      | .260               |
| 2                  | Bandera de ?       |                    |
| 3                  | Bandera de ?       |                    |

| Salidas de Calidad (QS) | Salidas de Calidad (QS) | Salidas de Calidad (QS) |
| ----------------------- | ----------------------- | ----------------------- |
| 1                       | Albert Suárez           | 2                       |
| 2                       | Thomas Dorminy          | 1                       |
| 3                       | Jesús Vargas            | 1                       |

| Juegos Salvados | Juegos Salvados | Juegos Salvados |
| --------------- | --------------- | --------------- |
| 1               | Rubén Alaníz    | 5               |
| 2               | José Mujica     | 2               |
| 3               | Norwith Gudiño  | 1               |

### Defensiva
Promedios basados en Chances/Lances mínimos (0.67 por cada juego del equipo -fildeando-)
| Porcentaje de Fildeo | Porcentaje de Fildeo | Porcentaje de Fildeo |
| -------------------- | -------------------- | -------------------- |
| 1                    | César Hernández      | .992                 |
| 2                    | Isaias Tejeda        | .985                 |
| 3                    | Eliezer Alfonzo      | .980                 |

| Asistencias | Asistencias     | Asistencias |
| ----------- | --------------- | ----------- |
| 1           | Gabriel Noriega | 82          |
| 2           | César Hernández | 66          |
| 3           | Wilfredo Tovar  | 47          |

| Range Factor | Range Factor    | Range Factor |
| ------------ | --------------- | ------------ |
| 1            | Isaias Tejeda   | 7.17         |
| 2            | César Hernández | 5.39         |
| 3            | Eliezer Alfonzo | 5.21         |

| \| Outs \| Outs \| Outs \| \| ---- \| --------------- \| ---- \| \| 1 \| Isaias Tejeda \| 124 \| \| 2 \| Aldrem Corredor \| 108 \| \| 3 \| Eliezer Alfonzo \| 94 \| |                 |     |
| Outs |                 |     |
| 1 | Isaias Tejeda   | 124 |
| 2 | Aldrem Corredor | 108 |
| 3 | Eliezer Alfonzo | 94  |

## Premios y Reconocimientos
| Premio                        | Ganador (Temporada) | Primera Entrega |
| ----------------------------- | --- | --------------- |
| NOVATO DEL AÑO                | Alfonso Carrasquel (1946) José Bracho (1948-49) Emilio Cueche (1950-51) Pompeyo Davalillo (1952-53) César Tovar (1959-60) Héctor Urbano (1961-62) Simón Barreto (1970-71) Antonio Armas (1972-73) Wilibaldo Quintana (1974-75) Roger Cedeño (1992-93) Ronnie Sorzano (1995-96) Jesús Reina (2004-05) Alexander Palma (2017-18) Jhonny Pereda (2020-21) Freddy Fermín (2022-23) | 1946            |
| JUGADOR MAS VALIOSO           | Andrés Galarraga (1985-86) Greg Briley (1990-91) Jesús Guzmán (2008-09) Josh Kroeger (2010-11) Freddy Fermín (2022-23) | 1985-86         |
| PITCHER DEL AÑO               | Ubaldo Heredia (1985-86) Dennis Powell (1986-87) Julio Strauss (1988-89) Jim Neidlinger (1989-90) Omar Daal (1995-96, 1996-97) | 1985-86         |
| PRODUCTOR DEL AÑO             | Andrés Galarraga (1985-86) Greg Briley (1990-91) Jesús Guzmán (2008-09) Félix Pérez (2014-15) José Rondón (2022-23) José Rondón (2023-24) | 1985-86         |
| REGRESO DEL AÑO               | Gilberto Marcano (1986-87) Bob Abreu (2013-14) Oswaldo Arcia (2022-23) | 1985-86         |
| CERRADOR DEL AÑO              | Mike Schooler (1987-88) Jay Baller (1988-89) Orber Moreno (1998-99) Kevin Henthorne (2004-05) Juan Carlos Gutiérrez (2012-13) Anthony Castro (2022-23) | 1985-86         |
| JUGADOR MAS VALIOSO (FINALES) | Carlos Guillén (2005-06) Gregor Blanco (2009-10) Isaías Tejeda (2022-23) | 1998-99         |
| SETUP DEL AÑO                 | Loiger Padrón (2017-2018) Miguel Socolovich (2023-2024) | 2008-09         |
| MÁNAGER DEL AÑO               | Frank Kremblas (2008-09) Mike Rojas (2017-18) | 2003-04         |

## Circuito Radial
Emisoras de Union Radio del Circuito Juvenil La Mega de los Leones del Caracas
1090 AM	/ 107.3 FM Caracas
640 AM / 100.9 FM	Puerto La Cruz
1000 AM	/ 102.1 FM San Cristóbal
103.3 FM Barquisimeto
99.5 FM	Coro y Punto Fijo
99.7 FM	Maracaibo
96.5 FM	Maracay
90.9 FM	Maturín
91.9 FM	Margarita
91.1 FM	Mérida
88.9 FM	Puerto Ordaz
95.7 FM	Valencia
NARRACIÓN
Fernando Arreaza
Freddy Chersia
Diego Castillo
COMENTARIOS
Efraín Zavarce
Carlos Valmore Rodríguez
Iván Medina Molina
LOCUTOR COMERCIAL
José Jiménez "Chema" Torrealba